# Casablanca
Casablanca (in arabo الدَّارُ ٱلْبَيْضَاء‎?, al-Dāru al-Bayḍā’ (lett. "La casa bianca"), in berbero ⵜⴰⴷⴷⴰⵔⵜ ⵜⵓⵎⵍⵉⵍⵜ (taddart tumlilt); in francese /ka.za.blɑ̃.ka/, in spagnolo /kasa'βlaŋka/) è una città situata nel nord-ovest del Marocco, sulla costa atlantica, a circa 80 km a sud di Rabat, la capitale amministrativa. Capitale economica del Paese, sede della regione Casablanca-Settat, è la città più grande del Maghreb per popolazione; durante il censimento del 2014, la sua popolazione era di 4.359.818 abitanti, rendendola la città più popolosa del regno, e quella del suo agglomerato ammontava a 4.570.750 abitanti.
La sua area metropolitana è quindi tra le maggiori del continente africano (insieme al Cairo, Lagos, Kinshasa, Nairobi, Abidjan e Alessandria d'Egitto), nonché l'ottava del mondo arabo. Casablanca costituisce il principale centro economico, industriale e finanziario del Marocco e ospita il secondo più grande porto del Nordafrica dopo Tangeri Med, oltre alla principale base navale della Marine royale. La città è sede di numerose compagnie nazionali ed internazionali, nonché di vaste aree industriali.
Da piccolo insediamento costiero di poche centinaia di abitanti nella prima metà del XIX secolo, la città conobbe una rapida e vasta espansione soprattutto durante il protettorato francese, grazie in particolare alle attività di ampliamento del porto. A differenza delle città imperiali del Marocco, Casablanca non vanta un vasto patrimonio storico ed artistico molto antico, ma a differenza di queste ha sperimentato nel corso del XX secolo vari stili di architettura moderna, incoraggiati da Hubert Lyautey e applicati da una generazione di architetti europei, molti dei quali formatisi all'École nationale supérieure des beaux-arts di Parigi.

## Geografia fisica

### Territorio
La città sorge nella piana di Chaouia. Una delle attrazioni naturali della città è rappresentata dalla foresta di Bouskoura, piantata nel XX secolo e costituita in gran parte da eucalipti e pini.

### Clima

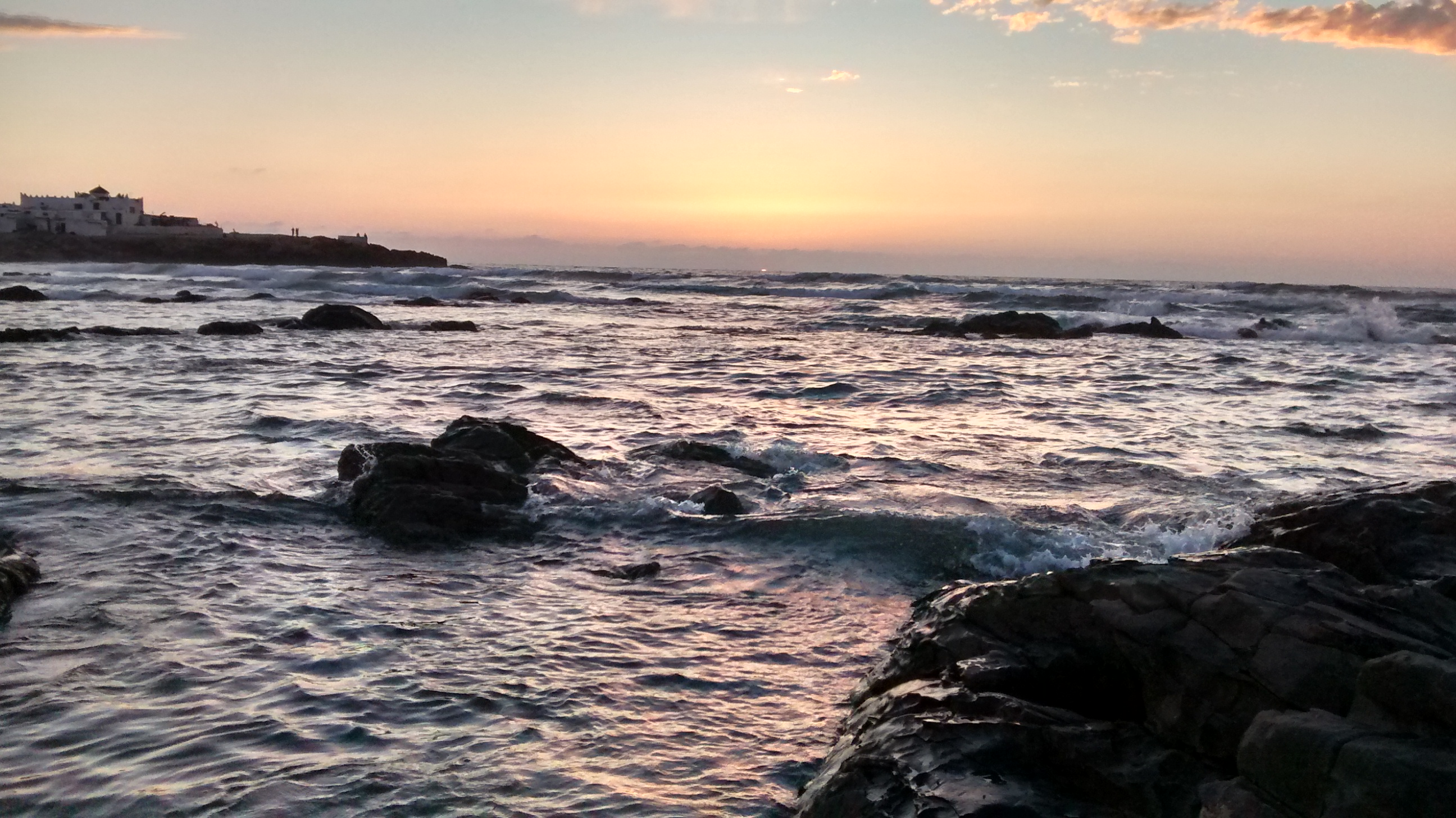
Litorale di Casablanca.

Casablanca ha un clima mediterraneo con una forte tendenza oceanica (Csb), particolarmente gradevole. La sua posizione sull'Oceano Atlantico le conferisce inverni miti e relativamente umidi, ed estati moderatamente calde ma prive di precipitazioni. La temperatura media annua è di 18,88 °C e le precipitazioni cumulate annue ammontano a 426,1 mm.
Durante l'inverno, il gelo è praticamente inesistente: la temperatura più bassa mai registrata è di -2,7 °C. In estate, le temperature sono generalmente piacevoli quando il vento soffia dal mare. Tuttavia, durante gli episodi di vento di terra (l'equivalente marocchino dello scirocco), la città può sperimentare temperature torride per diversi giorni. La temperatura massima registrata è di 40,5 °C.
| Casablanca                   | Mesi  | Mesi  | Mesi  | Mesi  | Mesi  | Mesi  | Mesi  | Mesi  | Mesi  | Mesi  | Mesi  | Mesi  | Stagioni | Stagioni | Stagioni | Stagioni | Anno    |
| Casablanca                   | Gen   | Feb   | Mar   | Apr   | Mag   | Giu   | Lug   | Ago   | Set   | Ott   | Nov   | Dic   | Inv      | Pri      | Est      | Aut      | Anno    |
| ---------------------------- | ----- | ----- | ----- | ----- | ----- | ----- | ----- | ----- | ----- | ----- | ----- | ----- | -------- | -------- | -------- | -------- | ------- |
| T. max. media (°C)           | 17,1  | 17,9  | 19,2  | 20,5  | 22,2  | 24,0  | 25,9  | 26,3  | 25,5  | 23,7  | 20,6  | 18,3  | 17,8     | 20,6     | 25,4     | 23,3     | 21,8    |
| T. min. media (°C)           | 8,4   | 9,1   | 10,0  | 11,8  | 14,2  | 17,4  | 19,5  | 20,1  | 18,2  | 15,2  | 12,0  | 9,5   | 9,0      | 12,0     | 19,0     | 15,1     | 13,8    |
| Precipitazioni (mm)          | 62,2  | 59,0  | 50,7  | 40,2  | 18,8  | 5,8   | 0,7   | 0,4   | 4,9   | 31,1  | 75,1  | 77,7  | 198,9    | 109,7    | 6,9      | 111,1    | 426,6   |
| Giorni di pioggia            | 9,8   | 9,3   | 9,1   | 8,7   | 5,4   | 2,6   | 0,4   | 0,4   | 2,1   | 6,2   | 9,7   | 10,2  | 29,3     | 23,2     | 3,4      | 18,0     | 73,9    |
| Ore di soleggiamento mensili | 189,1 | 189,2 | 241,8 | 261,0 | 294,5 | 285,0 | 303,8 | 294,5 | 258,0 | 235,6 | 192,0 | 182,9 | 561,2    | 797,3    | 883,3    | 685,6    | 2 927,4 |

## Etimologia
Sotto i Banu Barghawata, la città era nota come Anfa, che in berbero significa "la collina".
Il nome arabo الدار البيضاء (al-Dār al-Bayḍā’) è la traduzione del nome portoghese Casabranca e dello spagnolo Casablanca che significano letteralmente "casa bianca", in riferimento ad un edificio in calce che fungeva da punto notevole per i marinai iberici.

## Storia

### Preistoria
Il primo insediamento venne stabilito nel X secolo a.C. dalle locali popolazioni berbere, per poi passare sotto il controllo dei Fenici e dei Romani.

### Anfa sotto le dinastie berbere
La città, nota allora come Anfa, fu parte del regno berbero dei Banu Barghawata nell'VIII secolo e costituiva un insediamento costiero che includeva un porto. Il porto di Anfa ricoprì un ruolo importante sotto i Merinidi.

### Sotto i portoghesi

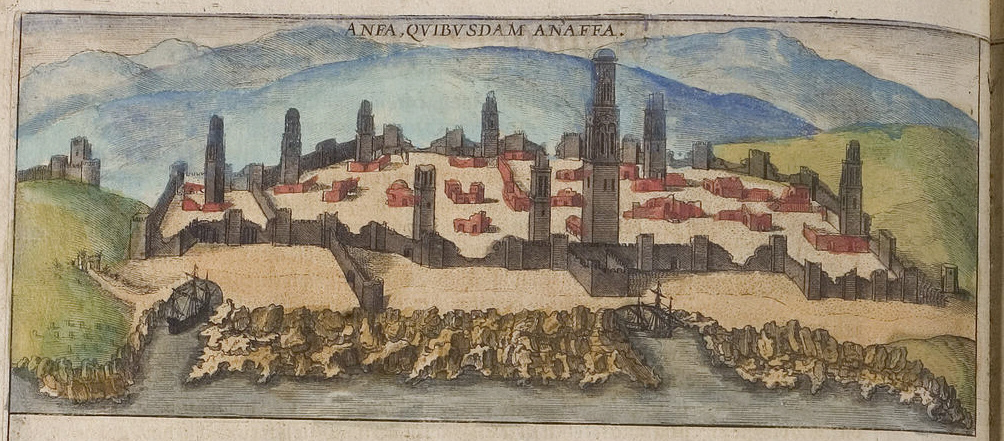
Anfa in un'incisione del 1572

Nel corso del XIV secolo, Anfa conobbe un periodo di indipendenza e divenne rifugio per i corsari barbareschi. I Portoghesi bombardarono e rasero al suolo la città nel 1468. Nel 1515 realizzarono tra le rovine di Anfa una fortezza militare e rifondarono la città nel 1575 come Casa Branca. La città venne colpita dal terremoto di Lisbona del 1755 e i Portoghesi infine abbandonarono la città nello stesso anno, dopo l'aumentare degli attacchi da parte delle tribù circostanti. La città venne ricostruita l'anno seguente da Muhammad III del Marocco.

### Il XIX secolo
Nel corso del XIX secolo, la città divenne sede dell'industria tessile e crocevia dei traffici atlantici britannici di polvere da sparo e di tè. Nel 1836, la città ospitava 700 abitanti, ma con l'arrivo di commercianti da altre città del Marocco, la popolazione salì a 5000  nel 1860 e a 10000 nel 1880.

### Il protettorato francese

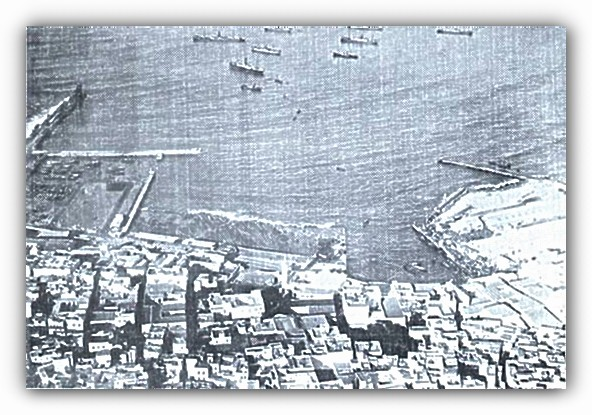
Il porto di Casablanca in costruzione nel 1915

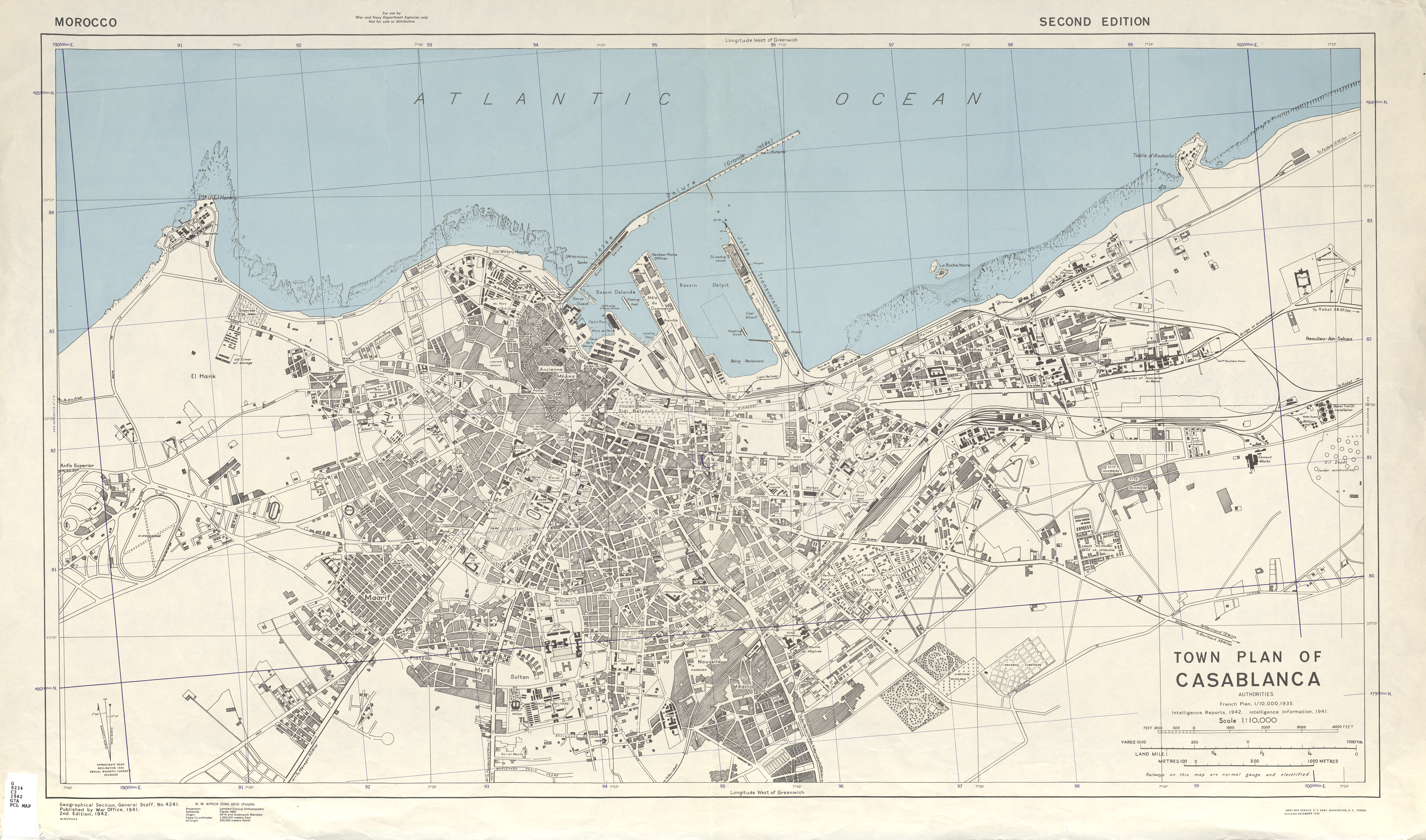
Piano urbanistico di Casablanca nel 1942

La conferenza di Algeciras del 1906 formalizzò l'influenza francese in Marocco. Nel 1907, a Casablanca risiedevano 25000 abitanti. Le autorità coloniali francesi investirono nel porto e nelle infrastrutture della città tramite la Companie Marocaine, avviando la costruzione di una ferrovia. Il 28 luglio 1907, una delegazione delle circostanti tribù della Chaouia premette sul qāʾid Abu Bakr Ibn Abi Zayd al-Slawi affinché arrestasse le attività di costruzione del porto e della ferrovia. Due giorni dopo, le tribù insorsero, attaccando un treno in viaggio sulla ferrovia e provocando la morte di nove operai europei. La marina francese reagì bombardando la città, provocando migliaia tra morti e feriti e la quasi totale distruzione della città.
Nel 1912, il Marocco divenne protettorato francese. Il governatore Hubert Lyautey si adoperò per la valorizzazione dell'economia di Casablanca ove già nel XIX secolo la popolazione dell'area cominciò a crescere considerevolmente con l'aumentare del traffico commerciale marittimo. Lyautey fece progettare nuovi quartieri che costituissero una città nuova (Ville nouvelle), affidando i lavori all'architetto Henri Prost. La città divenne sede di una vasta comunità di europei, principalmente francesi, spagnoli e italiani, che costituivano metà della popolazione nei primi decenni del protettorato. Nel 1915 si tenne l'Exposition Franco-Marocaine. Decine di migliaia di marocchini giunsero da tutto il paese stabilendosi nella città vecchia e in baraccopoli ai margini della città. Le autorità realizzarono il quartiere Hubous, che accogliesse nuovi arrivati marocchini. Nel 1921, la città ospitava 110000 abitanti.

#### La seconda guerra mondiale

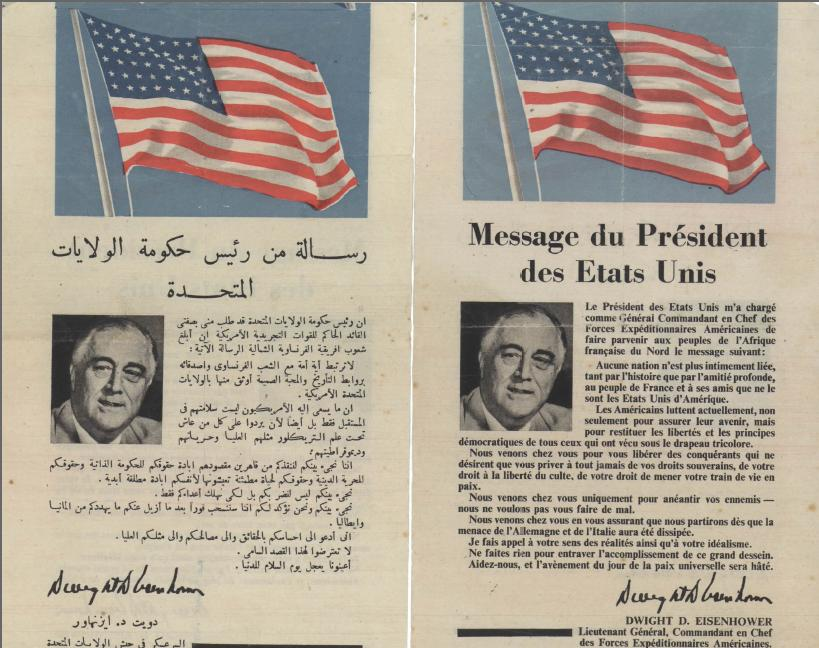
Volantini lanciati a Casablanca dagli Alleati nel corso dell'Operazione Torch

In seguito al secondo armistizio di Compiègne, buona parte dei coloni europei rimase fedele a Philippe Pétain, che ordinò alla autorità di rimanere neutrali e di difendere il territorio da qualsiasi aggressione, mentre molti attivisti favorirono Charles de Gaulle.
Nel novembre 1942, gli Alleati, con l'Operazione Torch, invasero Casablanca dopo una battaglia navale. Nel gennaio 1943, la città fu teatro della conferenza di Casablanca.

#### Il dopoguerra
A partire dagli anni 1940, la città fu sede di attività indipendentiste. Il 7 aprile 1947, i tiralleurs senegalesi, istigati dalle autorità, compirono un massacro di centinaia di operai marocchini (evento poi noto come ضربة ساليغان, Ḍarbat Sālighān), in modo da sabotare il discorso di Tangeri. Nel dicembre 1952, scoppiarono rivolte a seguito dell'assassinio del sindacalista tunisino Farhat Hached da parte dei servizi segreti francesi e nel 1953, il militante indipendentista Muhammad Zarqtuni realizzò un attentato nel mercato centrale che provocò la morte di diciannove vittime, in protesta all'esilio del sultano Muhammad V.

### In seguito all'indipendenza

#### Gli anni di piombo

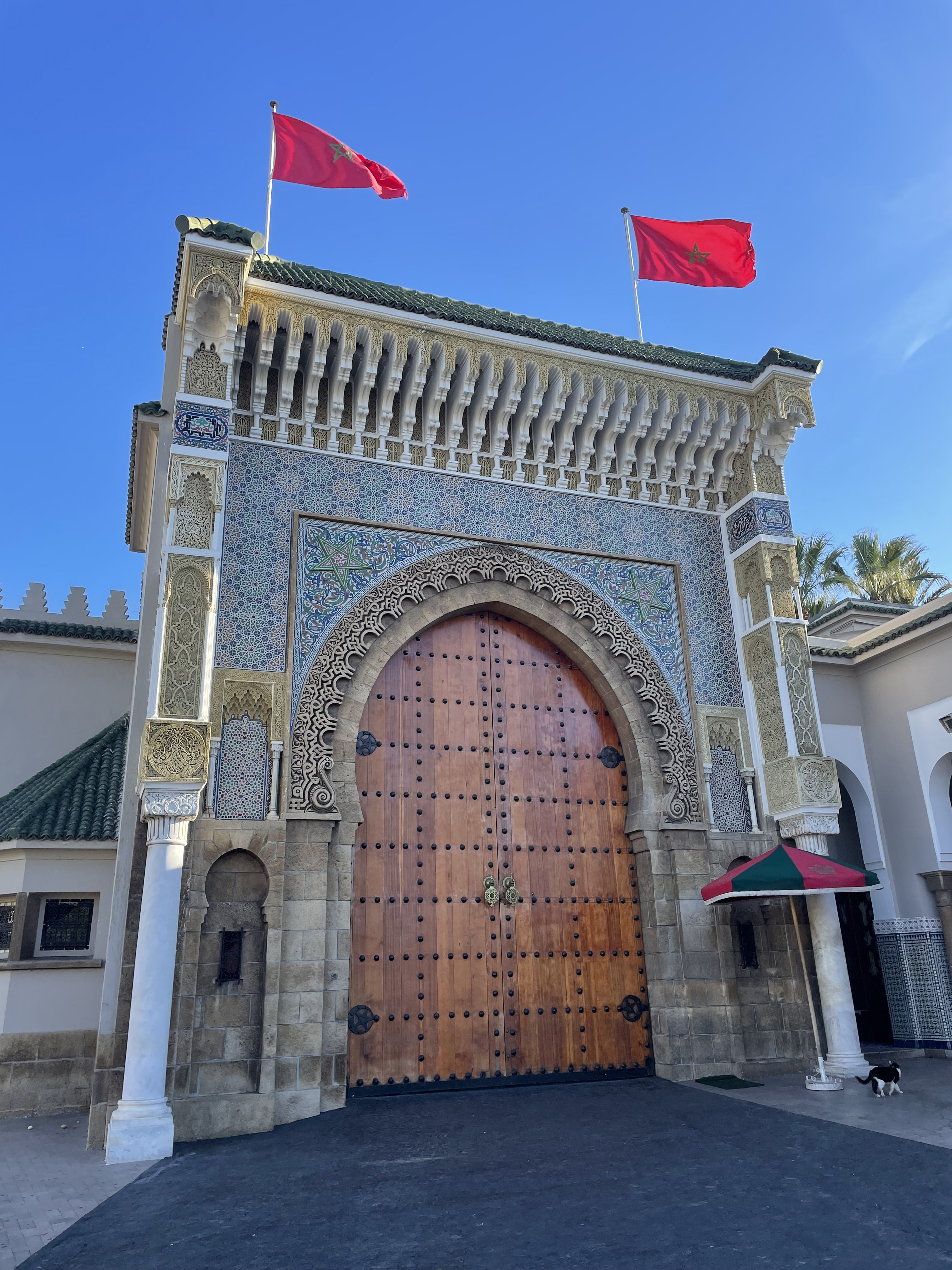
Ingresso del Palazzo Reale

Il 22 marzo 1965, scoppiarono rivolte studentesche, organizzate da gruppi affiliati all'Unione Nazionale delle Forze Popolari. Le proteste consistettero inizialmente in una marcia pacifica tenutasi di fronte al Liceo Mohammed V; i manifestanti chiedevano accesso all'istruzione superiore. La marcia venne dispersa violentemente. Gli eventi degenerarono il giorno seguente, quando agli studenti si unirono lavoratori e disoccupati. I manifestanti gridarono cori contro re Hasan II e vandalizzarono proprietà pubbliche e private. Le rivolte furono represse dalle forze armate, guidate dal generale Mohamed Oufkir, con l'ausilio di carri armati.
In città si tennero processi per numerosi oppositori politici, tra i quali Abraham Serfaty e Saida Menebhi. Le tensioni nei cosiddetti anni di piombo degenerarono nel 1981, in occasione delle "rivolte del pane".
Una delle principali espressioni di disagio sociale nel corso degli anni di piombo furono espresse dal gruppo musicale Nass El Ghiwane, nel corso degli anni 1970.

#### Le manifestazioni del 2000
Nel 2000, decine di migliaia di attivisti manifestarono in favore dell'introduzione di riforme giuridiche, che vennero poi promulgate con la Mudawwana. In occasione di questi eventi, le contromanifestazioni attirarono centinaia di migliaia di manifestanti.

#### Gli attentati di Casablanca del 2003
Nel 2003, la città fu sconvolta da una serie di attentati, tra i più letali nella storia del paese, rivendicati da al-Qa'ida che causarono decine di vittime.

## Monumenti e luoghi d'interesse
La medina vecchia con le sue stradine strette e tortuose è cinta da mura del XVI secolo e contrasta con la città moderna: pur non essendo curata come le omonime delle città imperiali, rappresenta uno spaccato tipico della società marocchina. C'è anche una medina nuova, situata nel quartiere Hubous, costruita dal 1923 in vicinanza della città europea per dare una soluzione al problema dell'inurbamento, cerca di riprodurre in chiave architettonica più moderna ma basata su quella tradizionale, l'ambiente delle medine delle città marocchine con i souk, le botteghe artigiane, i negozi di souvenir per i turisti.

### Architetture religiose

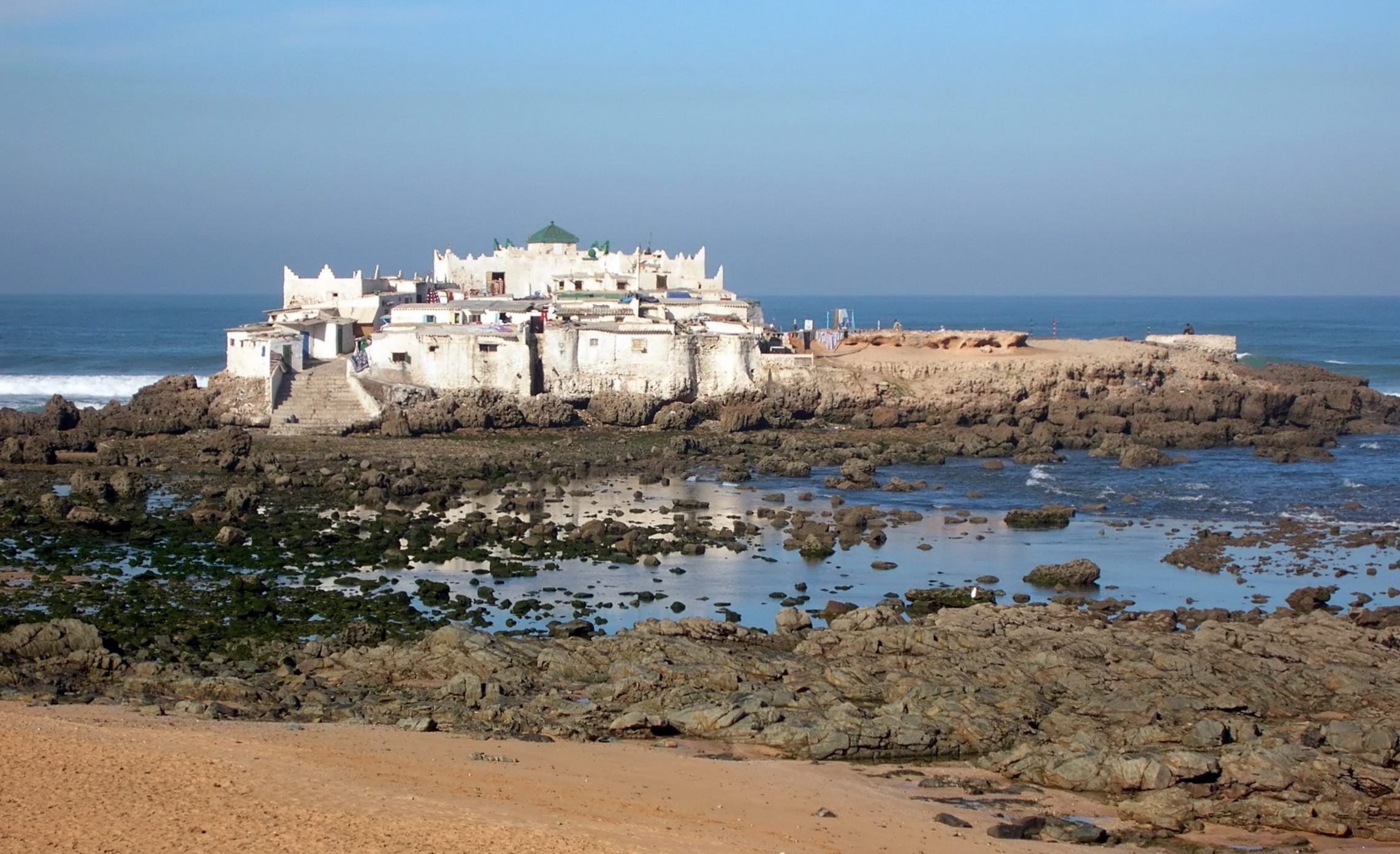
L'isola di Sidi Abderrahman, sede del santuario dell'omonimo marabutto

Casablanca è sede di numerosi luoghi di culto che riflettono la composizione religiosa della città. La città infatti, oltre alle numerose moschee, è sede di numerose sinagoghe e chiese.
Tra le principali moschee si cita la Moschea di Hassan II, la moschea più grande del Marocco e tra le più grandi del mondo. Il suo minareto, con 210 metri di altezza, compie anche le funzioni di faro per il porto, dotata di un raggio laser che durante la notte punta in direzione della città santa La Mecca. Venne costruita su progetto dell'architetto francese Michel Pinseau per celebrare il sessantesimo compleanno di Re Hassan II e venne completata nel 1993. Sorge su una lingua di terra prospiciente l'oceano, occupa 90000 m², può ospitare fino a 20000 fedeli che salgono a 80000 con il piazzale antistante ed è ricca di marmi di diversi tipi e di splendidi lampadari. Oltre alla sala principale la moschea ospita una medersa (scuola coranica) con biblioteca e sale per conferenze; nei sotterranei ci sono gli hammam con vasche, bagno turco e la sala per le abluzioni.
Nelle vicinanze della città sorge l'isola di Sidi Abderrahman, isolotto roccioso che ospita il santuario dell'omonimo marabutto, destinazione di frequenti pellegrinaggi.
Tra le chiese si citano la Chiesa di Notre Dame de Lourdes, costruita nel 1953-56, di culto cattolico, il cui motivo di interesse è dato dalle vetrate di Gabriel Loire, maestro vetraio di Chartres che rappresentano temi mariani, la Cattedrale del Sacro Cuore, un tempo cattedrale cattolica della città, ora sconsacrata e adibita a museo, e la chiesa di San Buenaventura.
La città conta trentacinque sinagoghe tra le quali la sinagoga Beth-El, realizzata nel 1949 e centro principale della locale comunità ebraica, e la sinagoga Ettedgui.

### Architetture civili
Le architetture civili di Casablanca consistono in diverse decine di edifici e di altri monumenti che accompagnano la storia della città fin dal periodo del protettorato. Essendo capitale economica del Marocco, Casablanca ospita numerosi edifici governativi, tra i quali il Palazzo della Giustizia, l'edificio Wilaya, il Bureau de Poste e Bank al-Maghrib.
Tra i principali grattacieli si citano il Liberty, l'Atlas, il Habous, il Novotel, il Sofitel, il Twin Center Casablanca e la Casablanca Finance City Tower. Tra le ville private si citano Villa Zevaco, Villa Camembert, Villa Suissa, Villa Azagury e Villa Moqri.

## Società
La città, nel corso del XIX secolo, conobbe uno sviluppo che la portò, da piccolo insediamento costiero, a diventare una modesta città portuale. Dai 700 abitanti nel 1836, la città passò ad averne 21000 all'inizio del XX secolo. Nel 1907, Casablanca ospitava 25000 abitanti. Agli inizi del protettorato francese, le autorità decisero di trasferire la sede del potere verso la costa atlantica, alle spese di Fès e Marrakesh; Casablanca divenne il nuovo polo economico del paese, attraendo immigrati europei e marocchini da tutto il paese e la città conobbe un ampio sviluppo edilizio e commerciale, derivante in particolare dalle attività di ampliamento del porto, che la portò a diventare negli anni 1960 la quarta metropoli più grande dell'Africa, dopo Il Cairo, Alessandria d'Egitto e Città del Capo.
Casablanca è stata nel corso degli anni del protettorato sede di una vasta comunità di origine europea, composta principalmente da francesi, residenti per la maggior parte nei quartieri centrali della città come Anfa, Oasis e Longchamp, spagnoli, corsi e italiani, residenti a Maarif, Bourgogne e Roches Noires, oltre a britannici, statunitensi, armeni, greci, rifugiati russi e pieds-noirs dall'Algeria francese. La popolazione marocchina, composta da musulmani e da ebrei, costituiva la maggioranza nella città vecchia e nei quartieri periferici. Molti immigrati marocchini dalle regioni rurali si stabilirono in baraccopoli. Nel 1913, i marocchini musulmani costituivano il 51% della popolazione. Nel 1950, la città ospitava 158000 europei, di fronte a una maggioranza marocchina composta da 414500 musulmani e da 72000 ebrei. Molti borghesi marocchini, sia musulmani che ebrei, presero residenza nei quartieri degli europei, e viceversa molti europei indigenti si stabilirono tra i marocchini nelle baraccopoli. A partire dagli anni 1920, la classe media europea cominciò a stabilirsi anche nei quartieri meridionali della città. In seguito all'indipendenza del paese, la comunità europea emigrò in massa e la città nuova accolse la borghesia marocchina.
Fin dai tempi del protettorato, buona parte della popolazione della città vive in quartieri periferici degradati e in baraccopoli ai margini della città che vivono difficili condizioni sociali. Nel 1959, due terzi della popolazione era concentrato in abitazioni sovra-abitate non dotate dei servizi di prima necessità. Nel 1960, il 34,4% delle abitazioni non erano dotate di una cucina e il 49,1% mancava di impianti igienici adeguati. L'immigrazione dalle limitrofe regioni rurali rimase costante nei decenni seguenti l'indipendenza e il divario tra i quartieri centrali e le periferie crebbe. La mancanza di un solido Stato sociale e un mercato del lavoro saturo hanno generato vaste situazioni di disoccupazione e di precarietà. Agli inizi del XXI secolo, il 25% della popolazione di Casablanca era concentrato nelle baraccopoli e oltre il 20% era disoccupato. Nel 1992, Casablanca era sede di 280 baraccopoli e le abitazioni che vi trovavano sede rappresentavano quasi un terzo delle abitazioni del loro genere in tutto il Marocco. Il governo è intervenuto con programmi di edilizia pubblica rivelatisi fallimentari a causa della costante immigrazione.

### Gruppi etno-culturali
Tra i principali gruppi etno-culturali immigrati dal resto del paese nel corso del XX secolo si distinguono l'antica borghesia di Fès (definiti fassi), i berberi del Sous (definiti chleuh o soussi), gli immigrati arabi delle regioni rurali di Chaouia, Doukkala Chiadma e Al Haouz (definiti ʕrubi) e gli ebrei.
L'arrivo di famiglie borghesi da Fès compose gran parte del flusso migratorio verso la città tra la seconda metà del XIX secolo e la prima metà del XX secolo. Queste famiglie mantengono una distinta identità culturale derivata dal retaggio arabo andaluso. Tra le principali famiglie fassi residenti a Casablanca si citano i Benzakour (stabilitisi nel 1830), i Benkiran, i Benjelloun, i Bennis, gli Sqalli e gli Yacoubi. Gli imprenditori fassi si concentrarono inizialmente nel commercio dei tessuti, per poi passare a dominare il mondo della finanza. La borghesia fassi dette molta importanza all'istruzione occidentale francofona, mandando figli e figlie a studiare nelle scuole istituite dalle autorità francesi (come il Liceo Lyautey). A partire dalla fine del protettorato, la componente fassi con base a Casablanca ha monopolizzato il potere economico e politico dell'intero paese tramite una solida rete di alleanze e costituendo una compatta élite, legata politicamente al partito dell'Istiqlal. Nel 1971, i fassi e gli altri immigrati urbani componevano il 43% degli immigrati arrivati a Casablanca, percentuale che diminuì nei decenni successivi rispetto all'immigrazione degli arabofoni rurali dalle pianure circostanti.
I berberi del Sous cominciarono ad arrivare in città a partire dalla fine del XIX secolo, impegnandosi come droghieri nel commercio di prodotti alimentari. I soussi fecero inizialmente da intermediari tra i grandi commercianti ebrei e la clientela a basso reddito, soprattutto per quanto riguardava il commercio del tè e dello zucchero. Il dominio del commercio a Casablanca da parte dei soussi conobbe un importante incremento in seguito alla fine del protettorato e alla partenza della comunità europea. In seguito alla nazionalizzazione dell'importazione del tè nel 1958, molti imprenditori ebrei cominciarono ad impegnarsi in altri campi e gli imprenditori soussi riuscirono a prendere il loro posto riuscendo a farsi assegnare il monopolio del tè, dominandolo negli anni 1960. In ambito politico, di fronte al dominio della politica e della burocrazia da parte dei fassi mediante l'Istiqlal, in seguito all'indipendenza del paese, molti soussi aderirono inizialmente all'Unione Nazionale delle Forze Popolari, per poi passare al Fronte per la Difesa delle Istituzioni Costituzionali ed in seguito al Movimento Popolare. La rete di solidarietà e le alleanze tra gli imprenditori berberi portò questi ultimi ad ampliare sempre più la loro influenza in ambito politico ed economico, divenendo i principali concorrenti delle famiglie fassi, in particolare in concomitanza con la salita al trono di Muhammad VI.
Gli immigrati rurali arabofoni costituiscono la componente maggioritaria e hanno costituito la maggioranza degli immigrati a partire dalla seconda metà del XX secolo. Una parte cospicua degli immigrati arabofoni rurali si sono stabiliti in baraccopoli ai margini della città.

#### Comunità ebraica

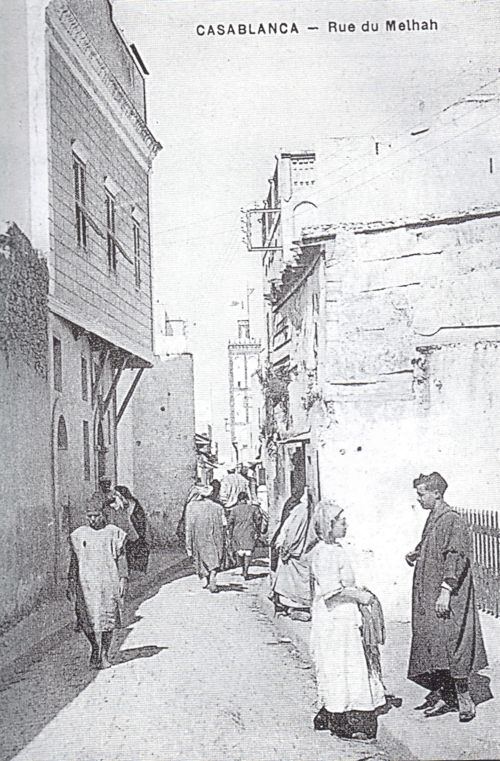
Strada del mellah di Casablanca all'inizio del XX secolo

Casablanca include un'importante comunità ebraica. In principio, il nucleo della comunità era composto in gran parte da berberi convertiti all'ebraismo prima dell'arrivo dell'islam, definiti toshavim. Una comunità sefardita si stabilì ad Anfa e vi risiedette fino alla distruzione della città da parte dei portoghesi nel 1468. La comunità ebraica si ricompose nei decenni successivi, e nel 1750 fu realizzata la sinagoga Rabbi Elijah, la prima della città. La sinagoga fu distrutta dal terremoto di Lisbona del 1755. Nel XIX secolo, la città attrasse commercianti ebrei da Azemmour, Rabat e Mazagan.
La comunità contava 3000 membri nel 1897, saliti a 38806 nel 1936 e a 75000 nel 1951, a causa dell'influsso di ebrei da tutto il Marocco. La comunità includeva, oltre ad una maggioranza arabofona, anche ebrei berberi arrivati dai monti dell'Alto Atlante. La comunità disponeva di un mellah situato nella città vecchia e di decine di sinagoghe disseminate in tutta la città, ciascuna delle quali faceva riferimento a differenti tradizioni religiose; vi erano sinagoghe appartenenti alla tradizione sefardita, così come altre affiliate al rito di Meknès e di Marrakesh. Nel 1906, tra i 220 alunni delle locali scuole dell'Alleanza israelitica universale, solo 34 erano nati da genitori nativi di Casablanca, mentre 75 erano originari delle regioni settentrionali, 23 dai monti dell'Atlante, 26 di Marrakech e 44 dalle regioni interne. Nel 1951, Casablanca ospitava tra un quinto e un terzo della totale popolazione ebraica marocchina; negli anni 1990 la città ospitava il 70% degli ebrei marocchini. A partire dalla fine del XIX secolo, le scuole dell'Alleanza israelitica universale favorirono la formazione di una classe media francofona parzialmente occidentalizzata. Molte di queste famiglie abbandonarono il mellah per trasferirsi nei quartieri della città nuova abitati in maggioranza dalla borghesia europea.
Le attività degli agenti sionisti, legati all'Agenzia ebraica, diffusero le idee sioniste tra la locale comunità ebraica a partire dai primi decenni del XX secolo, sostenute in particolare dal periodico L'Avenir Illustré, fondato a Casablanca nel 1926. Circa 28000 ebrei marocchini abbandonarono il proprio paese per emigrare verso Israele tra il 1948 e il 1951, attraverso Casablanca. Casablanca fu una delle basi dell'Operazione Yachin, attuata dal Mossad per organizzare l'emigrazione di massa delle comunità ebraiche marocchine tra il 1961 e il 1964.
Oggigiorno, il cimitero ebraico di Casablanca è uno dei più ampi cimiteri della città e molte scuole della comunità sono funzionanti. La città è sede di trentacinque sinagoghe, la principale delle quali è la sinagoga Beth El. Nel 1997 fu inaugurato il Museo dell'ebraismo marocchino.
Nel 2018, circa 2500 ebrei marocchini risiedevano a Casablanca.

### Lingue e dialetti
La popolazione di Casablanca è composta per la stragrande maggioranza da discendenti di immigrati da tutto il Marocco, fenomeno che ha favorito il livellamento dei dialetti rurali e urbani da loro parlati, generando una koinè basata in gran parte su dialetti arabi hilalici.
Caratteristica propria dello scenario linguistico della città sono le caratteristiche fonetiche e morfologiche del dialetto di Fès (considerato elegante e femminile) mantenute da molte delle donne di famiglia fassi (spesso anche tra chi è nato a Casablanca), come il tendenziale uso dei fonemi /ɹ/ al posto di /r/ e di /q/ al posto di /g/ (ad esclusione solitamente della parola qāl, dove viene adottato il fonema /ʔ/) e l'assenza della distinzione del genere nei verbi (la koinè di Casablanca distingue invece i generi nella seconda persona singolare, aggiungendo ai verbi, nel caso del genere femminile, la desinenza -i).
Parte della comunità berbera di Casablanca, specie la componente più giovane, ha adottato l'arabo; i berberofoni compongono l'11% della popolazione della provincia.

## Cultura

### Istruzione

#### Scuole
A partire dal periodo del protettorato, vennero inaugurate numerose scuole. Tra i licei più prestigiosi della città si citano il Liceo Ibn Toumart e il Liceo Lyautey.

#### Università
La città è sede dell'Università Hassan II, fondata nel 1975 e considerata tra le più prestigiose del Paese.

#### Musei

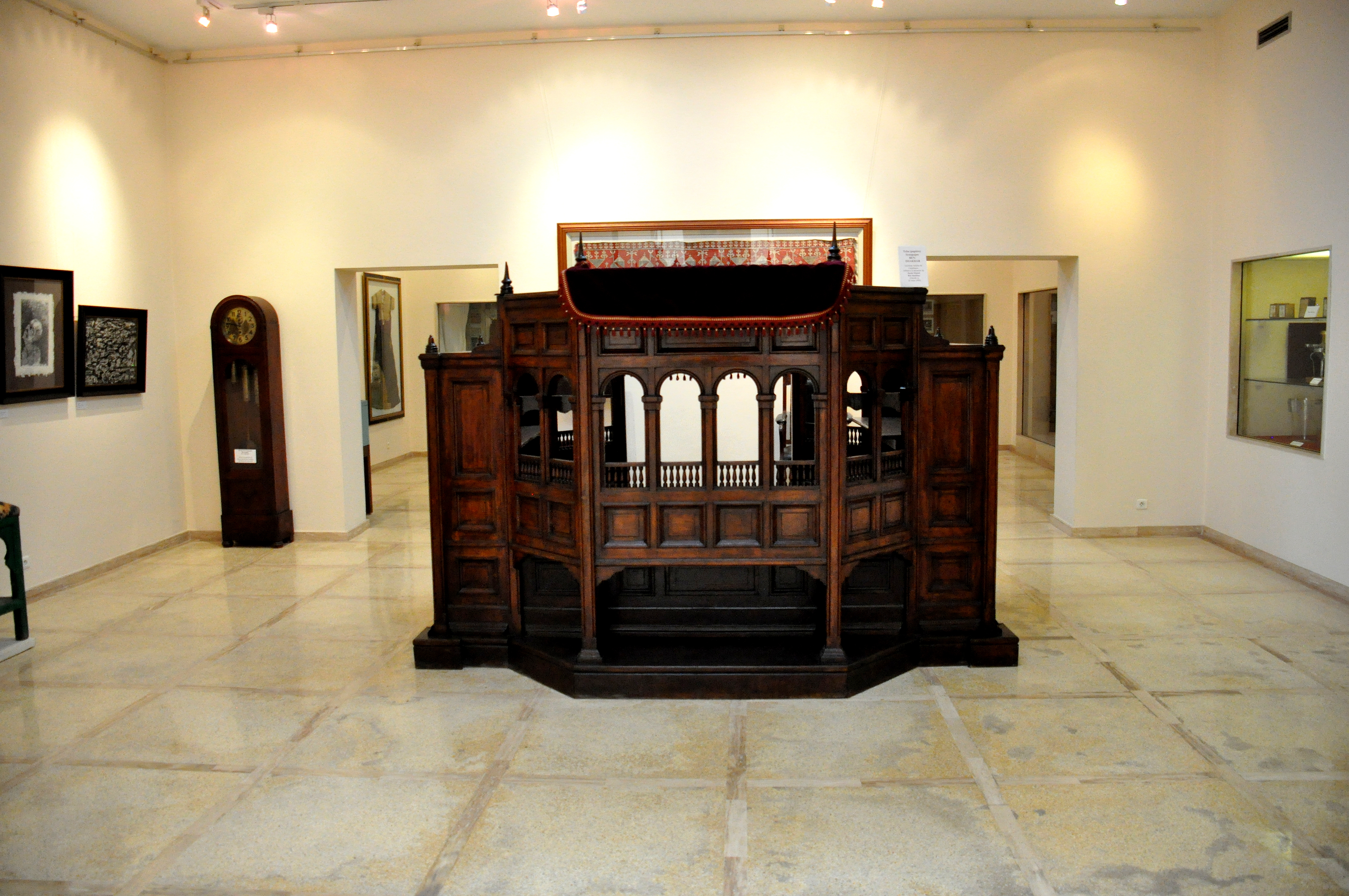
Una sala del Museo dell'ebraismo marocchino

La città è sede del Museo dell'ebraismo marocchino, che ospita artefatti e testimonianze sulla storia degli ebrei in Marocco.

### Media
Casablanca è sede di alcune tra le più importanti testate marocchine, sia in lingua araba che francese, come Assabah, Assahra Al Maghribiya, Al Akbar e Le Matin.

### Architettura
Casablanca ha conosciuto nel corso della sua storia vari e diversi stili architettonici. Lo sviluppo urbano e l'architettura della città si sono evoluti simultaneamente in base al contesto nazionale e internazionale.

#### Architettura tradizionale

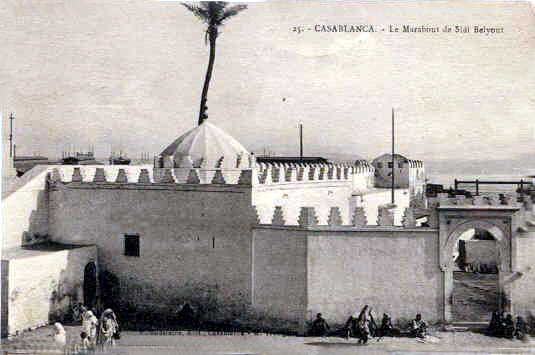
La qubba del mausoleo di Sidi Belyout

Casablanca conserva molti esempi di architettura tradizionale marocchina, in particolare entro le mura della medina. La città ospita in particolare numerosi mausolei marabuttici, come quelli di Sidi Allal al-Qairawani e di Sidi Belyout. Casablanca, insieme a Mogador, Marrakech e Rabat, fu una di quelle città che vennero rivitalizzate in seguito al terremoto del 1755 dal sultano Mohammed ben Abdallah, il quale si avvalse di architetti europei, quali Théodore Cornut e Ahmad al-Inglizi, per realizzare i suoi progetti. Il bastione della Sqala e due delle moschee più antiche, la moschea del Makhzen e la moschea Walad al-Hamraa, vennero realizzati dal sultano come importanti rinnovamenti per la città.
La popolazione cittadina crebbe attirando molti europei, che vennero a stabilirsi in città, oltre a numerosi marocchini venuti dalle regioni interne del Paese. Nel 1886, Élisée Reclus descrisse Casablanca come un insediamento europeo.
Nel 1900, Frédéric Weisgerber identificò tre sezioni della città: la medina, il mellah e la zona di Tnaker. Casablanca ospitava una kissaria, vari fonduqs e un mercato lungo il fiume Bouskoura, in quello che è oggi la Piazza delle Nazioni Unite.
Gran parte della città vecchia venne distrutta nel bombardamento del 1907.

#### Architettura coloniale

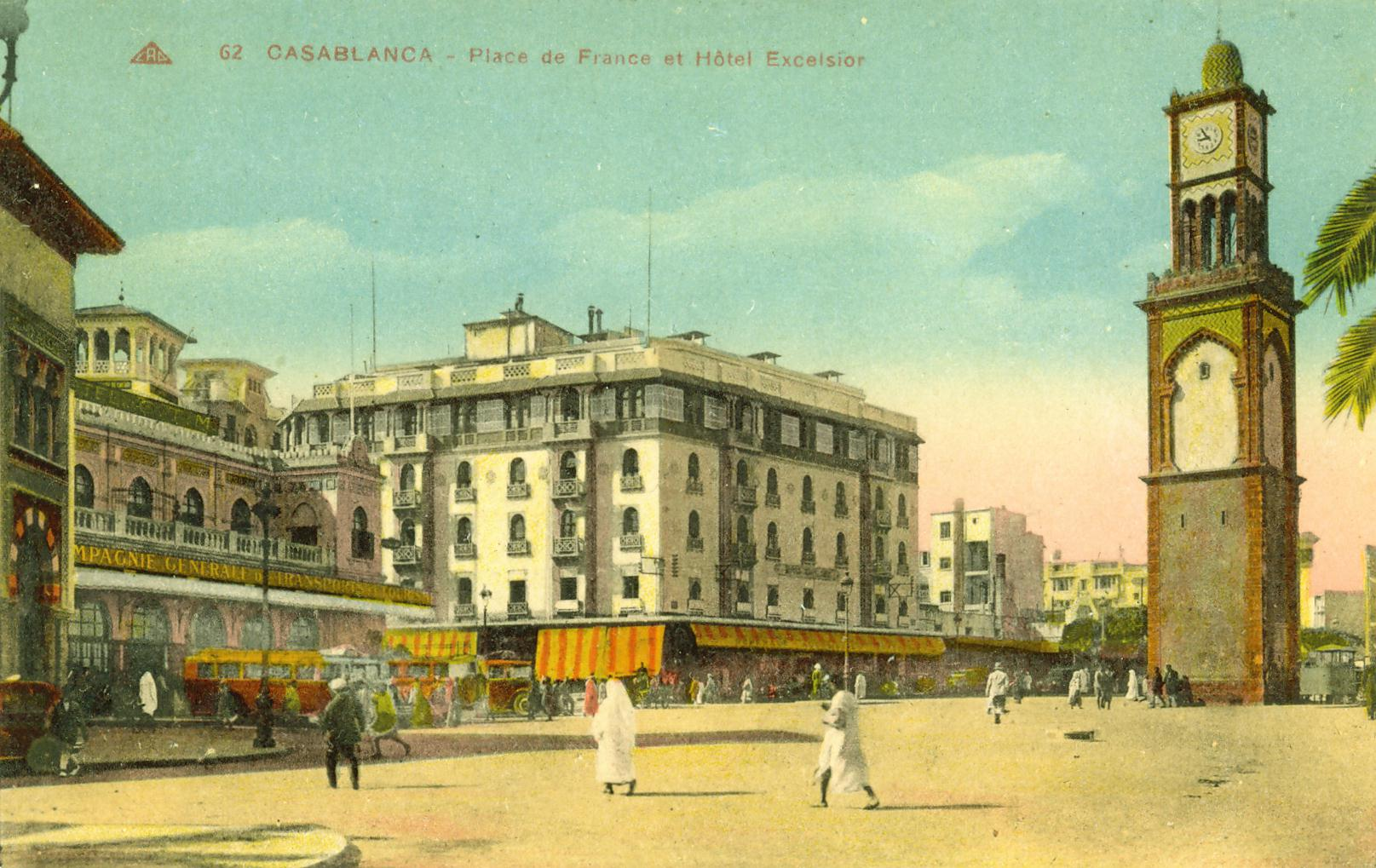
L'Hotel Excelsior e la Torre dell'orologio nell'allora Place de France (oggi Piazza delle Nazioni Unite)

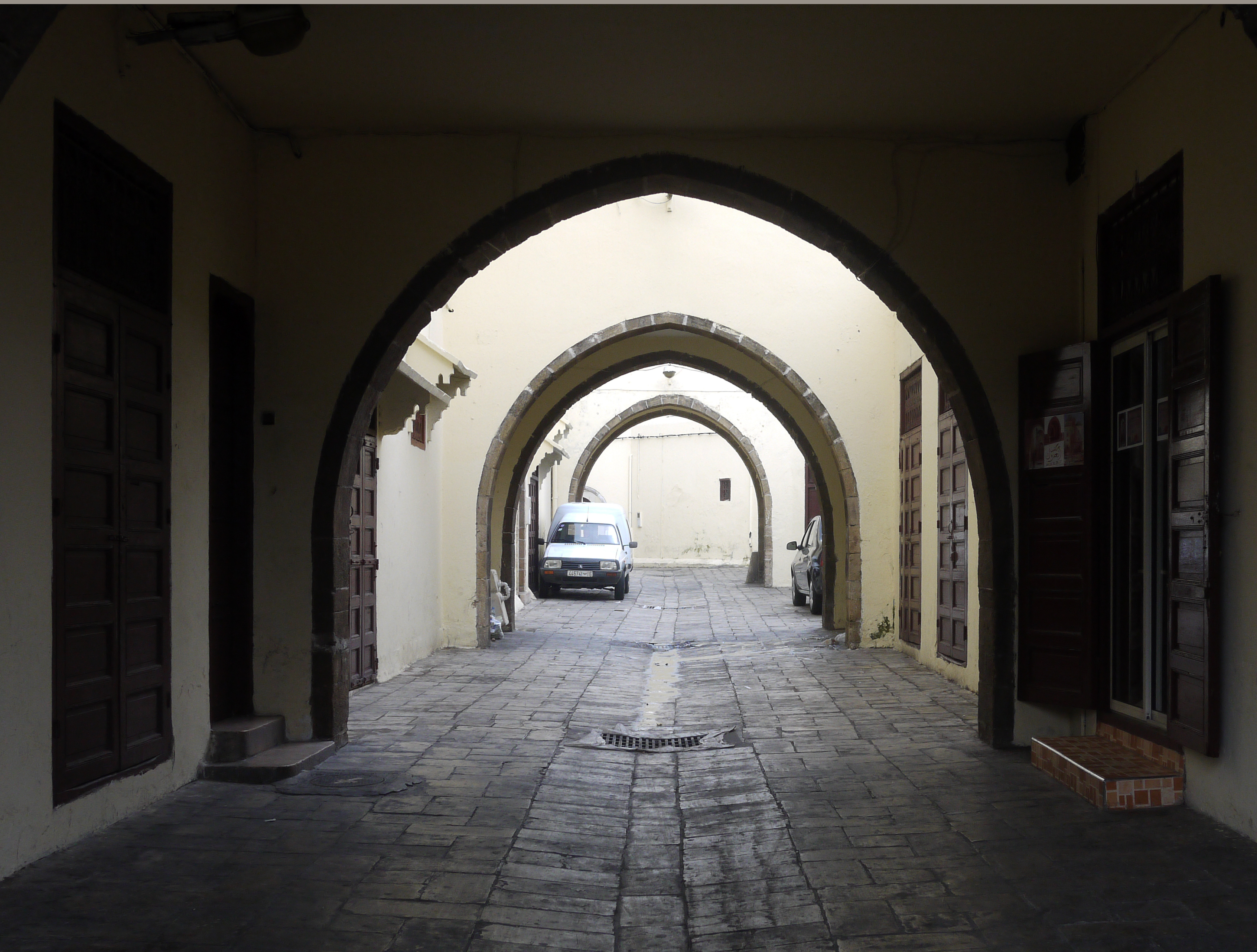
Una delle strade del quartiere Hubous

Il più antico edificio europeo a Casablanca consiste in una prigione abbandonata costruita dai portoghesi, i cui portici ora decorano il Parco della Lega Araba.
La chiesa di San Buenaventura venne realizzata nella medina nel 1890 dalla comunità di immigrati spagnoli allora residenti in città. Nel 1900, Casablanca era sede di quattro consolati e di tredici viceconsolati, che sostituirono quelli a Mazagan, Rabat e Mogador. Molti di questi consolati vennero realizzati lungo il litorale per poter essere facilmente accessibili. Il primo di questi fu il consolato britannico, fondato nel 1857. Il consolato tedesco, costruito originariamente come consolato belga nel 1900, divenne nel 1919 la Scuola Primaria Omar Ibn Abdelaziz.
La conferenza di Algeciras del 1906 assegnò alla Compagnie Marocaine l'incarico di realizzare un porto moderno a Casablanca. Il bombardmento francese del 1907 rase al suolo gran parte della città, che fino ad allora consisteva nella medina, nel mellah e nell'area conosciuta come Tnaker. Una delle prime opere realizzate dai francesi negli anni seguenti il bombardamento fu la torre dell'orologio, progettata da Charles Martial Joseph Dessigny nel 1910 sullo stile di un minareto; essa fu il primo esempio di architettura neomoresca, che ha caratterizzato gran parte dell'architettura di Casablanca nei primi decenni del periodo coloniale, in particolare nell'ambito degli edifici civili e amministrativi.

##### Il piano Prost
Nel corso degli anni del protettorato francese, stabilito nel 1912, lo sviluppo urbano di Casablanca era obiettivo primariamente agli interessi economici francesi. La città venne progettata in modo da facilitare il traffico automobilistico e per ospitare eventuali complessi industriali, come il porto e le linee ferroviarie. Il governatore Hubert Lyautey assegnò a Henri Prost l'incarico di redigere un piano urbanistico per la città. Prost suddivise la città in una ville indigène, riservata ai locali marocchini musulmani ed ebrei, e una ville nouvelle, o ville européenne, dove si sarebbero potuti stabilire gli immigrati europei.
Il nuovo piano urbanistico di Prost era essenzialmente radiocentrico. Le strade principali si irradiavano verso sud-est dal porto, dalla medina e dal Souq Kbir (il "grande mercato"), divenuto successivamente prima Place de France e poi Piazza delle Nazioni Unite. La piazza collegava la medina e il mellah con la città nuova. Hippolyte Joseph Delaporte progettò i primi due principali edifici della piazza: i magazzini Paris-Maroc e l'Hotel Excelsior, in stile neomoresco. Il primo edificio rappresentava il potere coloniale in Marocco; per quanto riguarda il secondo, Claude Farrère fece notare che le riunioni più importanti in ambito finanziario e commerciale venivano tenute nei caffè circostanti. Nell'allora piazza amministrativa, nella quale trova oggi spazio Piazza Muhammad V, vennero realizzati tra i principali edifici in stile neomoresco, che combinava stile moresco e Art déco. Questo stile venne implementato anche nei vecchi abattoirs. Il mercato centrale venne progettato da Pierre Bousquet e venne realizzato nel 1917 sul sito della Fiera di Casablanca del 1915.
Nel 1916, Prost progettò una nouvele ville indigène, poi conosciuta come Hubous. Il progetto consisteva in una nuova medina vicino al palazzo del sultano, nella quale vennero coniugati elementi dell'architettura tradizionale marocchina con gli standard di pianificazione urbana europea.
Negli anni 1920, l'amministrazione realizzò un quartiere a luci rosse (quartier réservé) a sud del Hubous, che venne conosciuto come Bousbir. Ispirato allo Yoshiwara di Tokyo, il Bousbir era controllato dalla compagnia privata La Cressonière. Albert Laprade implementò un'area rettangolare con una disposizione stradale ortogonale, mentre Auguste Cadet e Edmond Brion fecero riferimento agli elementi architettonici tradizionali implementati nel Hubous. Il quartiere comprendeva 175 residenze, 8 caffè e un dispensario, e i movimenti erano regolati esclusivamente attraverso un cancello. Circa 700 donne marocchine - musulmane ed ebree - risiedevano nel quartiere, che attirava turisti occidentali affascinati dall'immaginario orientalistico, fino a quando non venne chiuso nel 1954.
Casablanca rappresentò un laboratorio per i principi dell'urbanisme d’avant-garde, realizzando una forte divisione tra la medina e la ville européenne. Per l'amministrazione coloniale, la medina rappresentava allo stesso tempo un terreno fertile per malattie da contenere, un antico tesoro del passato con un fascino orientale da preservare e un rifugio di ribelli da reprimere. Molti edifici della ville nouvelle in stile Art Nouveau e Art déco furono progettati da architetti quali Marius Boyer nel corso degli anni 1930. Lo stile Streamline Moderno, adottato da architetti quali Edmond Brion negli anni 1930 e implementato in edifici quali il Bendahan, le ville Paquet e il Liberty, fu sintomo di una transizione verso l'architettura moderna. Uno stile brevettato venne invece applicato a edifici amministrativi quali il Wilaya e la Mahkamat al-Pasha.
Il Parco della Lega Araba (conosciuto in precedenza come Parc Lyautey) costituisce il parco pubblico più vasto della città. Al suo lato è situata la Cattedrale del Sacro Cuore. Non più utilizzata per scopi religiosi, ma aperta ai visitatori, la cattedrale costituisce un significativo esempio di architettura neogotica.

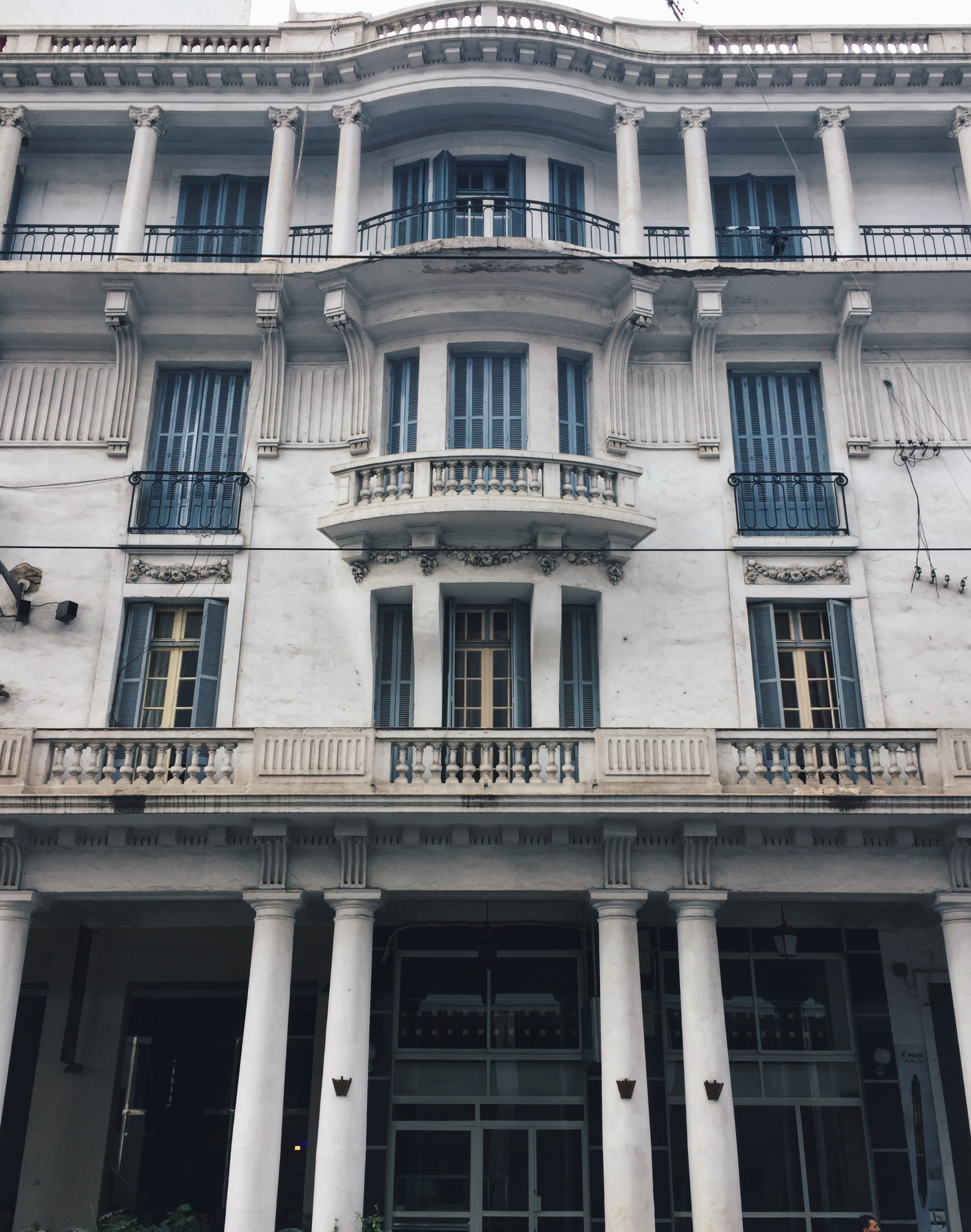
Edificio in stile coloniale
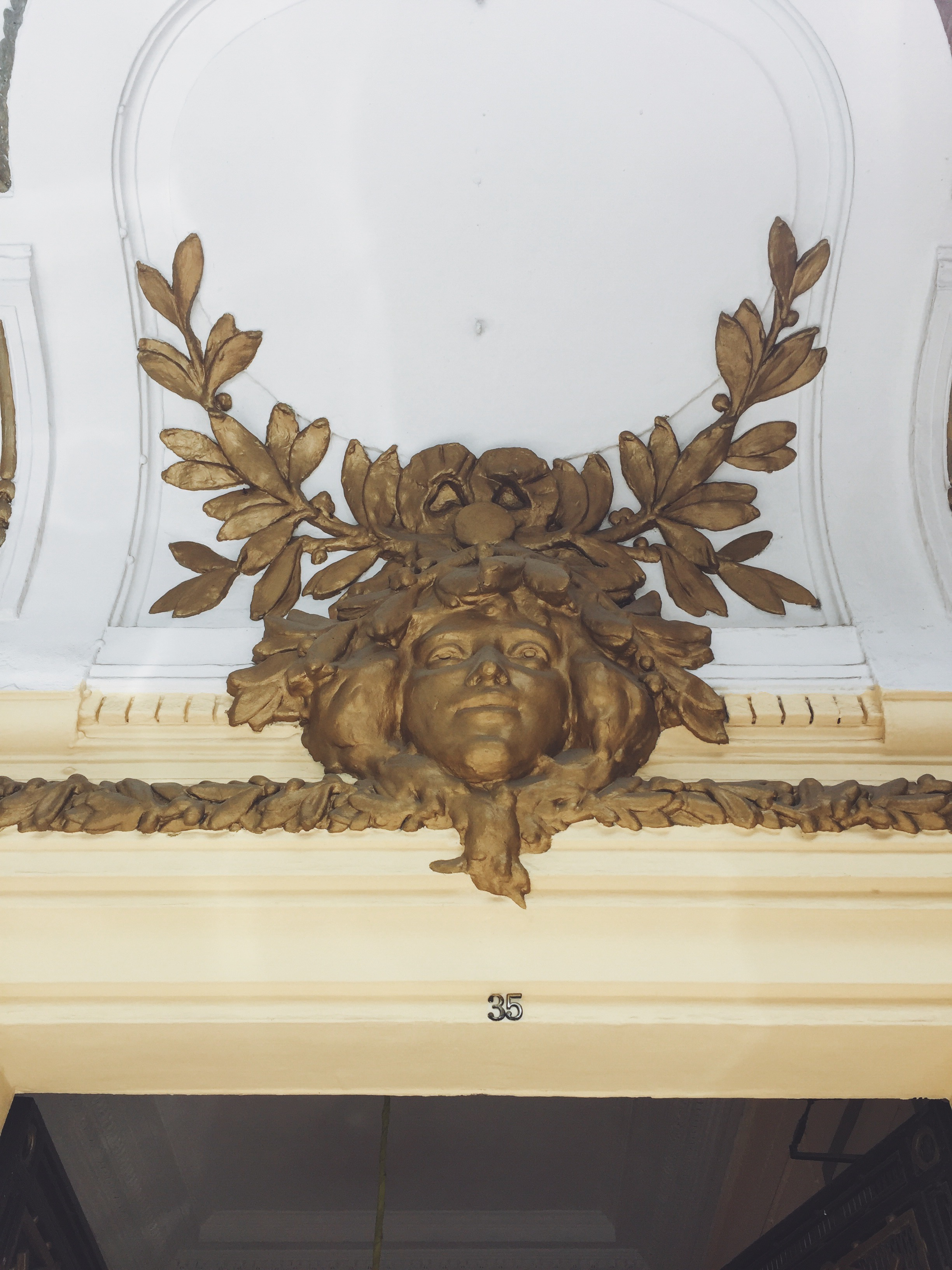
Dettaglio decorativo Art Nouveau
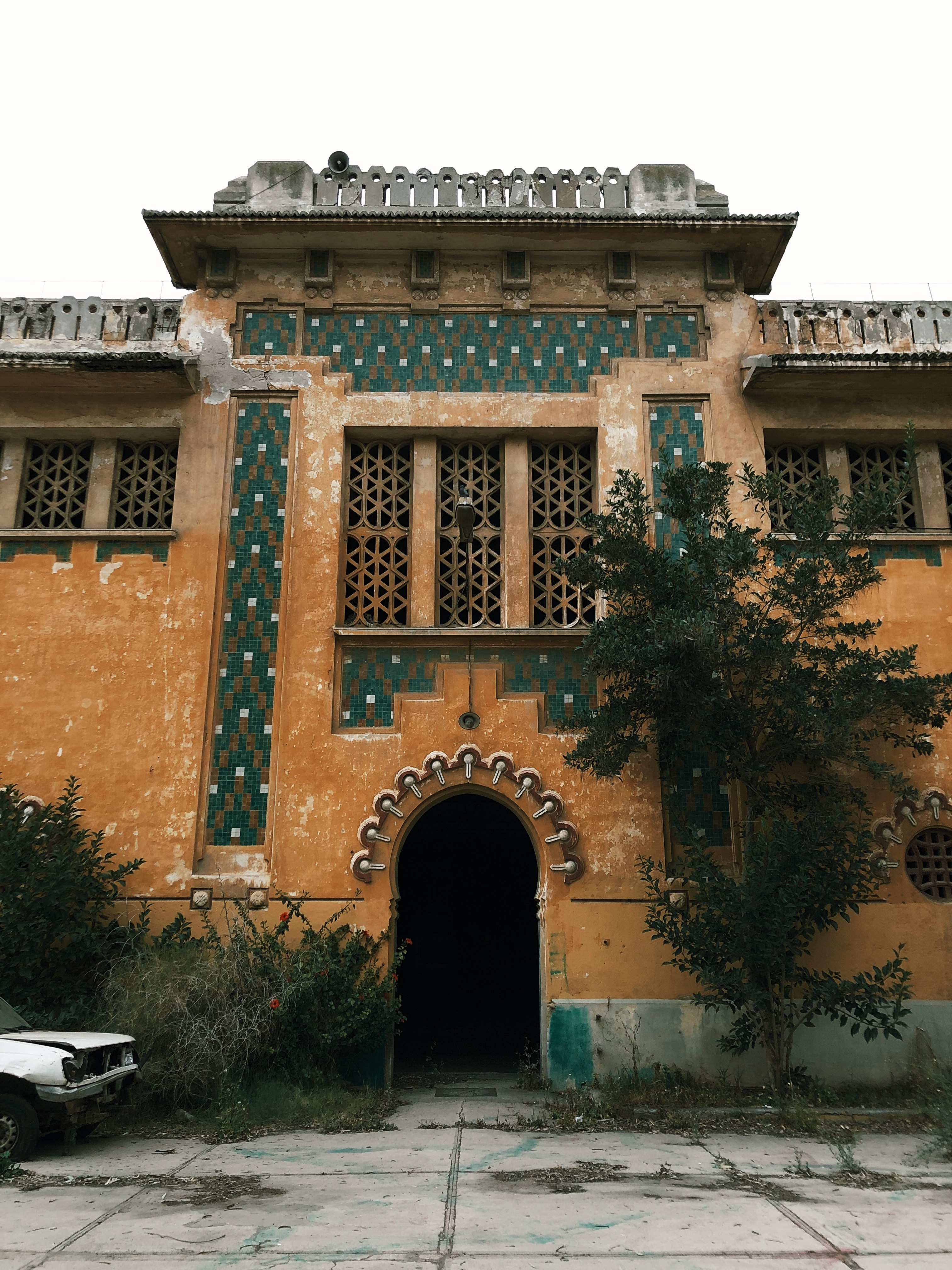
I vecchi abattoirs nel Hay Mohammadi, rinnovati da Henri Prost nel 1922
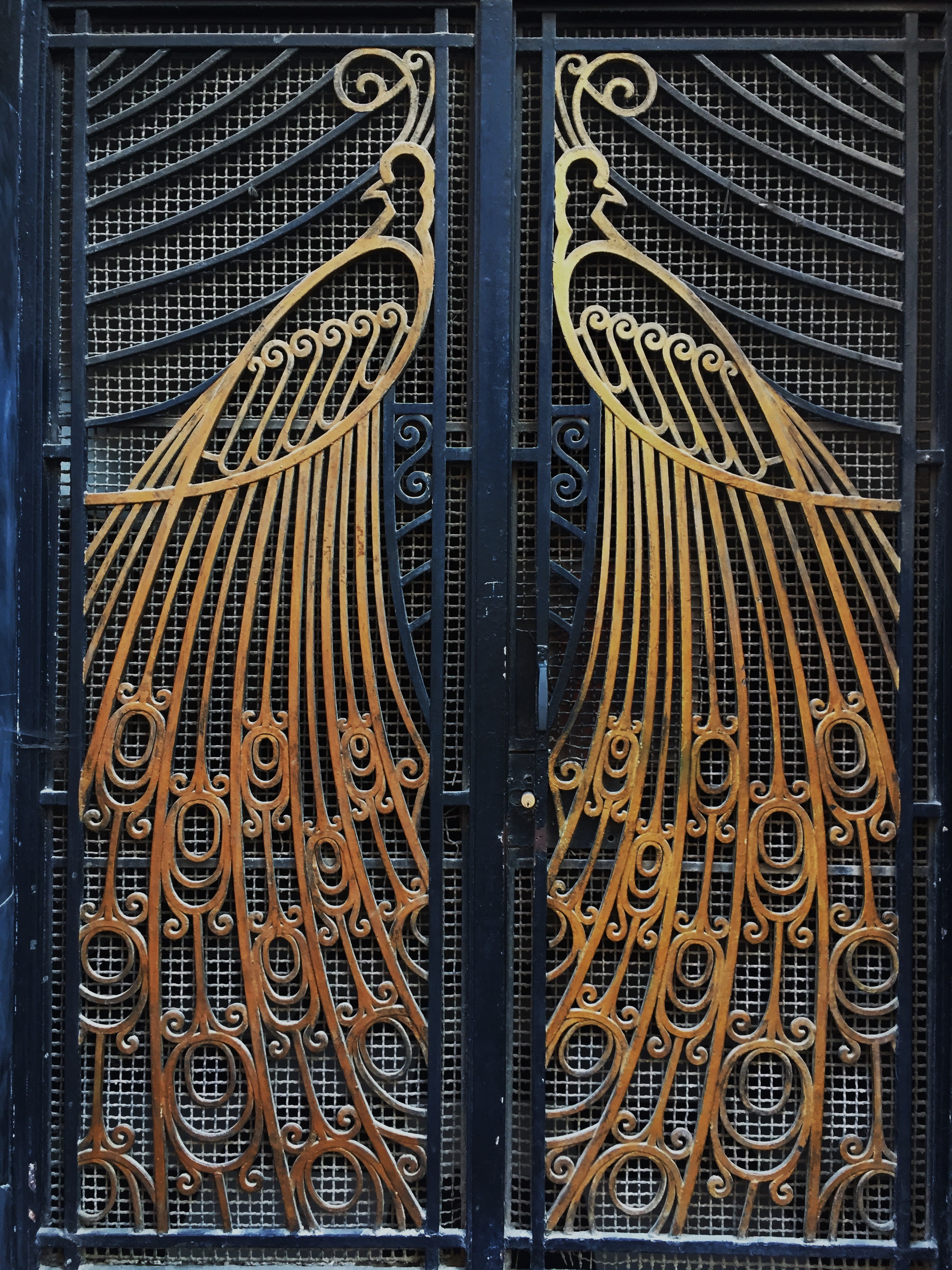
Porta decorata con ferro battuto
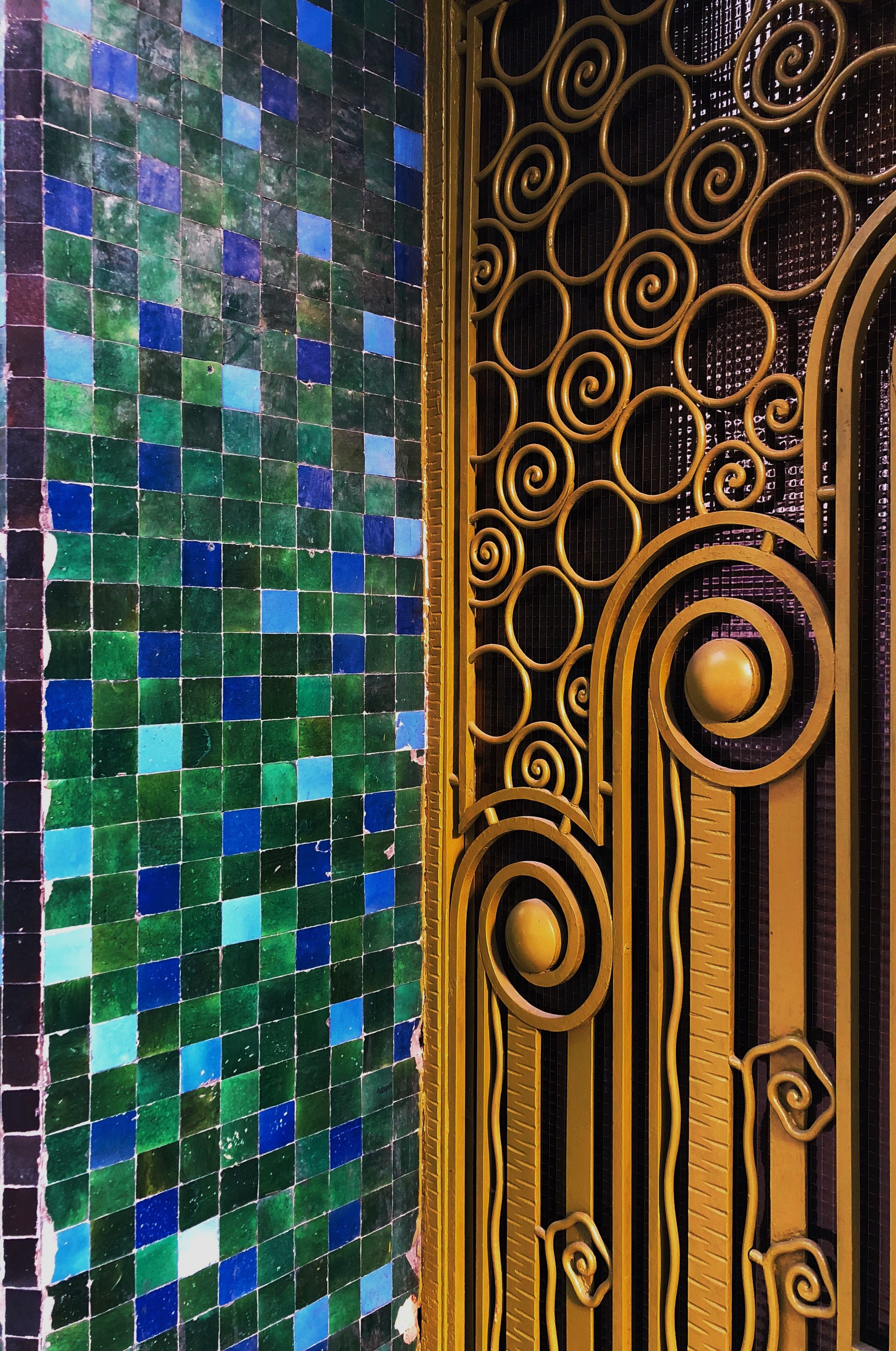
Art déco coniugata con reinterpretati elementi decorativi tradizionali marocchini
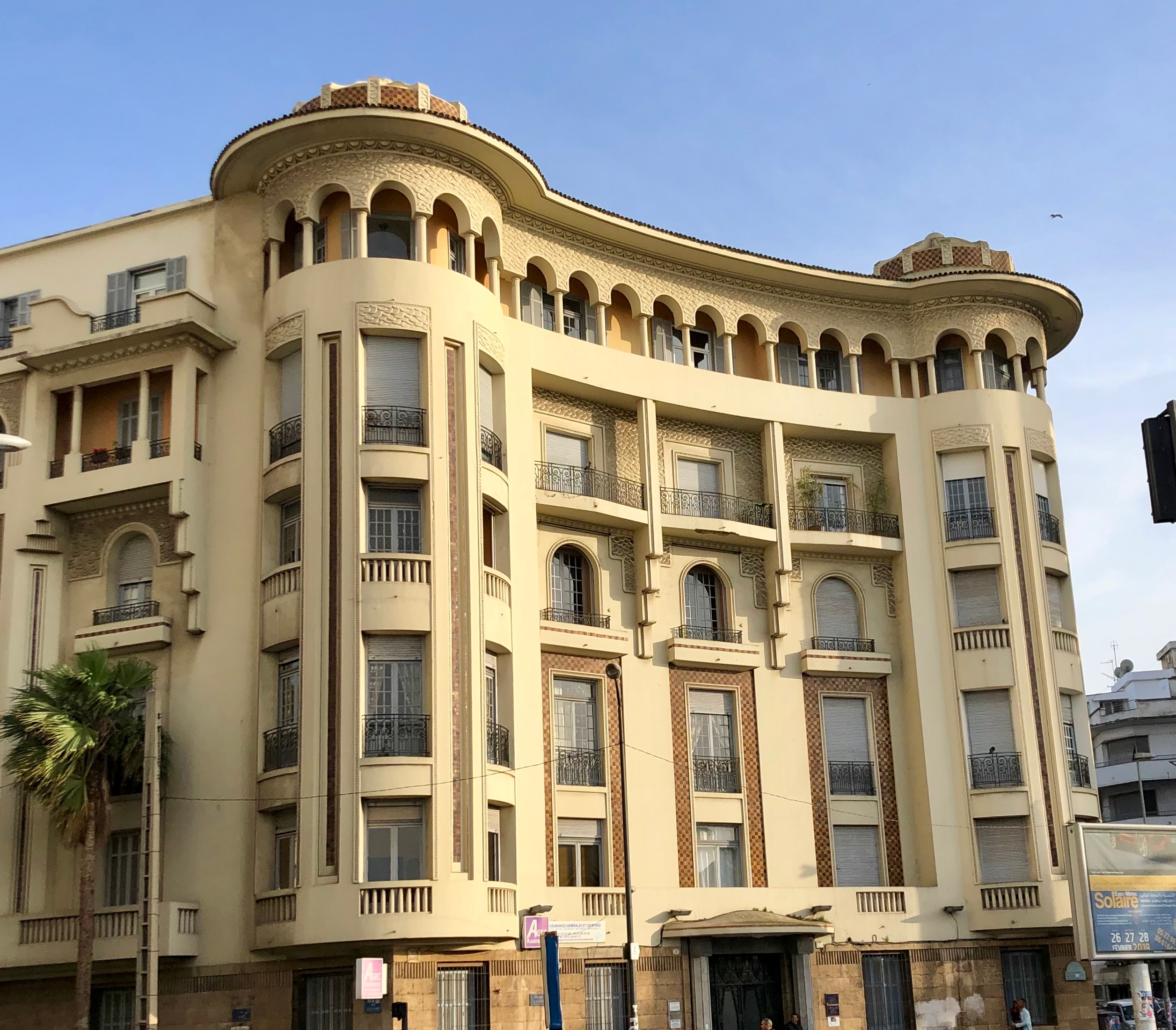
L'edificio IMCAMA, sede della Société Immobilière de Casablanca et Maroc, realizzato nel 1928 e progettato da Albert Greslin
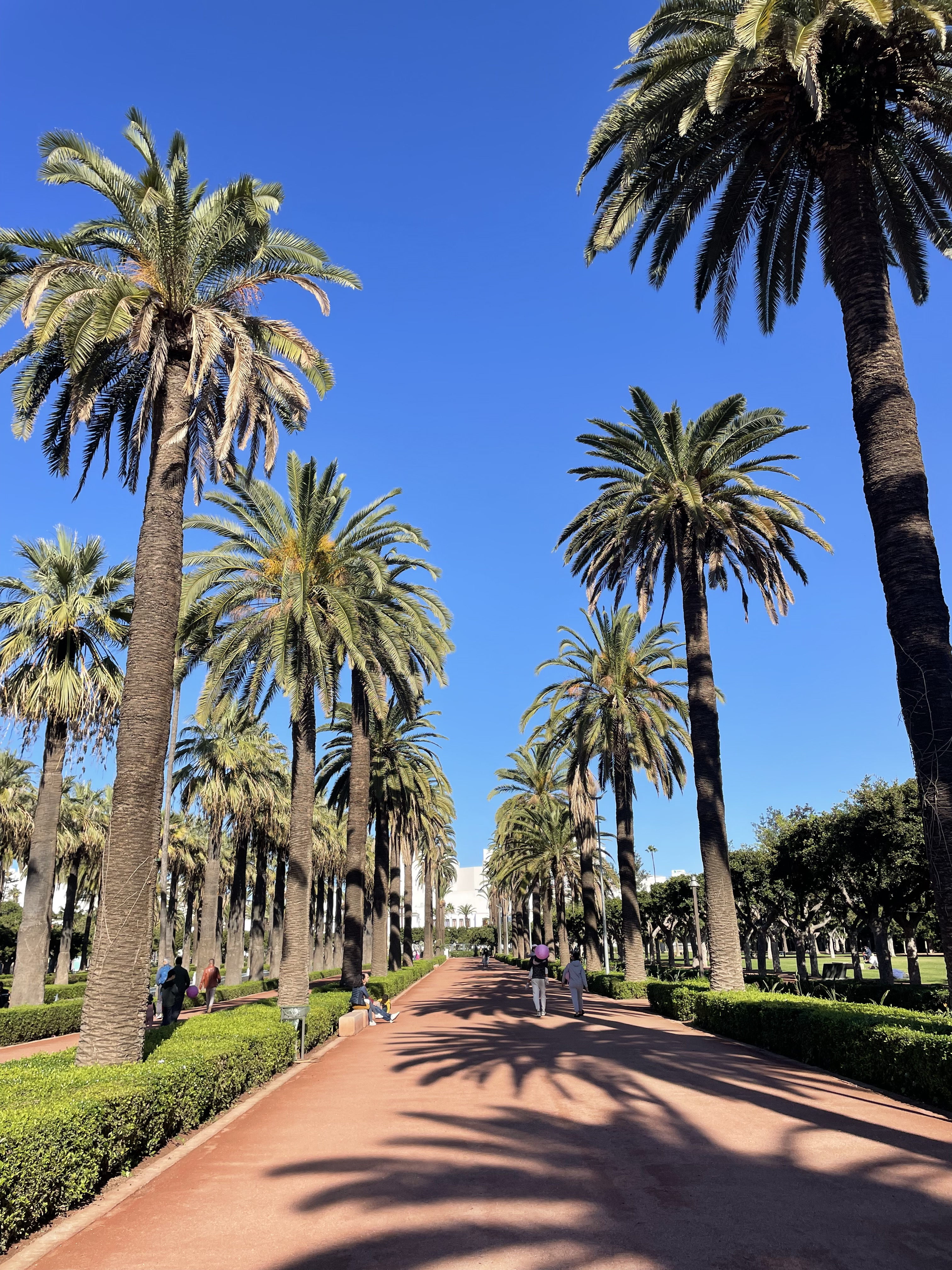
Parc de la Ligue arabe

##### Il piano Écochard e il GAMMA
Tra il 1946 e il 1953, Michel Écochard assunse la direzione della pianificazione urbana. Écochard introdusse un piano di sviluppo lineare, che sostituì il sistema radiocentrico di Prost. Venne estesa l'area industriale verso est, attraverso Aïn Sebaâ e verso Fedala; in risposta alla crescente sovrappopolazione della città, conseguenza dell'esodo rurale, vennero realizzati vari progetti abitativi come i Carrières Centrales. Écochard guidò il Groupe des Architectes Modernes Marocains, che rivoluzionò l'architettura modernista nel congresso internazionale di architettura moderna del 1953, sottolineando il ruolo della cultura locale. Il gruppo in particolare affrontò il fenomeno della sovrappopolazione e delle baraccopoli. Queste iniziative vennero avviate anche nella speranza di indebolire il consenso per gli indipendentisti, che si rivelarono particolarmente forti nelle baraccopoli, in particolare in seguito all'assassinio del sindacalista Farhat Hached.
Elie Azagury fu uno dei primi architetti modernisti marocchini; egli guidò il Groupe des Architectes Modernes Marocains in seguito alla fine del protettorato francese e, insieme al collega e amico Jean-François Zevaco, è considerato uno dei più importanti architetti di Casablanca del XX secolo. Insieme a Abdeslam Faraoui e Patrice de Mazières, sperimentò il brutalismo. Dichiarato comunista, Azagury fu particolarmente attivo nel Hay Hassani, per il quale progettò le cités, unità di edilizia pubblica che coniugano elementi di architettura moderna e vernacolare applicati ad un contesto locale. Insieme a Zevaco, Azagury progettò poi numerose ville private nei distretti di Anfa e Ain Diab, tra le quali Villa Suissa, Villa Benkirane, Villa Camembert e Villa Azagury.

#### Dopo l'indipendenza
Lo sviluppo architettonico di Casablanca all'inizio del XX secolo venne influenzato dalla politica del neoliberalismo. Villes Sans Bidonvilles è stato un programma dell'UN-Habitat istituito all'indomani degli attentati del 2003 volto al reinsediamento degli abitanti delle baraccopoli.
L'Aeroporto di Casablanca-Anfa venne trasformato nel Casablanca Finance City, iniziativa parte di un programma economico volto ai Paesi dell'Africa subsahariana. Lo studio Morphosis Architects ha progettato la Casablanca Finance City Tower, con la facciata strutturata in alluminio.

### Cinema e teatro
Tra i principali cinema e teatri di casablanca si citano Cinema Rialto, Cinema Lynx, Cinema Empire, Cinema ABC, Cinema Vox, Grand Théâtre de Casablanca e Théâtre municipal de Casablanca. In città si sono formati o hanno mosso i primi passi personalità come Tayeb Saddiki, considerato tra i padri del teatro marocchino, e comici come Hanane el-Fadili, Hassan El Fad e Gad Elmaleh.
Il film statunitense Casablanca del 1942, pur non essendo stato girato in città, ha calcato una profonda impronta nell'immaginario comune. Molti film del moderno cinema marocchino sono stati girati o sono ambientati a Casablanca, tra i quali Love in Casablanca (1991), che esplora la complessità della società marocchina, Casanegra (2008), che racconta le difficoltà delle classi popolari più basse della città., Ali Zaoua (2000), Les Chevaux de Dieu (2012) e Razzia (2017) di Nabil Ayouch.

### Nella cultura di massa
A Casablanca è ambientata l'omonima pellicola hollywoodiana del 1942, divenuta uno dei film più popolari di sempre e presente con ben sei battute nella lista delle migliori 100 della storia del cinema.
Nel 1958 il ginecologo francese Georges Burou, sfruttando la permissività delle leggi marocchine sull'argomento, sottopose l'artista Jacques-Charles Dufresnoy (successivamente noto come Coccinelle) a un innovativo intervento di vaginoplastica volto a cambiarle il genere sessuale: da quel momento in poi, Casablanca divenne nota come un punto di riferimento per persone transessuali che desiderassero cambiare sesso.

## Geografia antropica

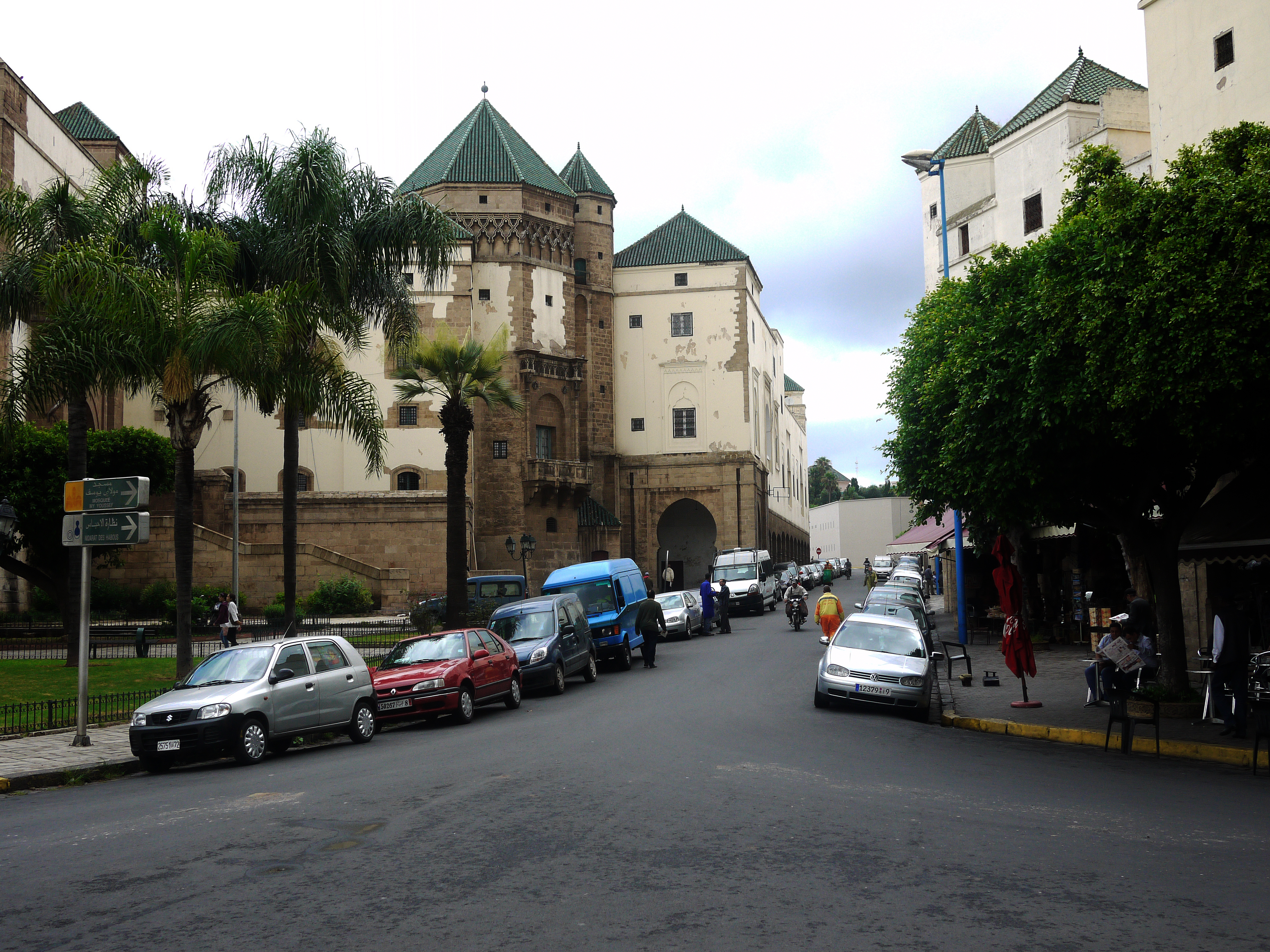
Il quartiere Hubous

## Economia
Casablanca è la capitale economica del Marocco, dove sono presenti la maggior parte delle attività industriali e dei servizi del paese, registrando il più alto reddito nazionale del paese. La ex regione Grande Casablanca è appunto la locomotiva dello sviluppo dell'economia marocchina: infatti la regione produce circa il 20% del PIL marocchino, di cui il 44% della produzione industriale nazionale, attirando il 32% delle unità produttive del paese e il 56% della forza lavoro industriale. Nella città si consuma il 30% della produzione elettrica nazionale.
Il porto di Casablanca è un importante nodo per il commercio internazionale e insieme ai porti di Tangeri Med e di Mohammedia rappresenta oltre la maggior parte dell'attività industriale marittima del paese sui flussi commerciali internazionali. Il porto di Casablanca è il secondo principale porto marocchino per trasporto dei passeggeri (dopo Tangeri Med).
Casablanca è il principale centro finanziario e bancario del paese: c'è la sede della Borsa di Casablanca (tra le maggiori piazze finanziarie africane) ed è presente circa il 30% della rete bancaria nazionale (sede di banche come Attijariwafa Bank, BMCE bank e BMCI bank).
Lo sviluppo industriale della città e del suo hinterland si concentra sui settori cantieristico, ittico, agroalimentare, tessile, elettronico, aeronautico e automobilistico. Nella città sono presenti le sedi di alcune delle maggiori aziende marocchine come l'Akwa Group (che si occupa principalmente del settore energetico) e l'OCP Group (che si occupa della produzione di fosfati). Altro settore in forte sviluppo negli ultimi anni è lo sviluppo del settore informatico, dove è stato costruito un distretto chiamata Casablanca Technopark, inaugurato nel 2001.

## Infrastrutture e trasporti

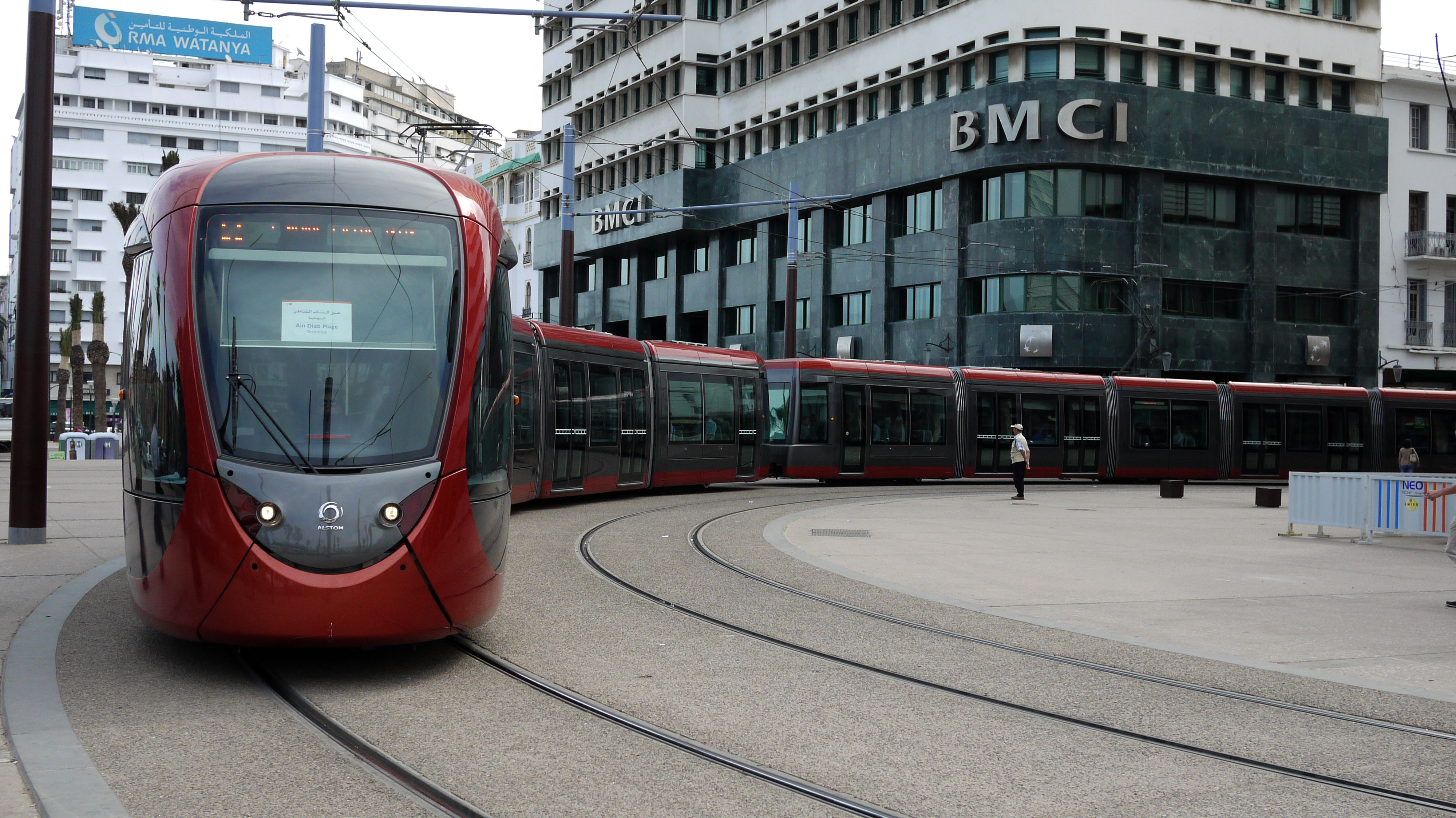
Rete tranviaria di Casablanca

Casablanca è il principale nodo stradale, autostradale e ferroviario del Marocco. La città è servita da diverse stazioni ferroviarie, tra cui le due stazioni principali:
- Stazione di Casa Voyageurs
- Stazione di Casa-Port

Il 12 dicembre 2012 è stata inaugurata la linea tranviaria. La rete è composta da quattro linee, lunga complessivamente 74 chilometri, collega i quartieri est e ovest di Casablanca passando per il centro della città. A Casablanca è in fase di progetto la realizzazione di una linea metropolitana.
La città è servita dall'Aeroporto internazionale di Casablanca-Mohammed V e dal locale Aeroporto di Casablanca-Tit Mellil.

## Amministrazione

### Gemellaggi
- Dubai
- Parigi

Inoltre Casablanca è città-partner di Parigi.

## Sport

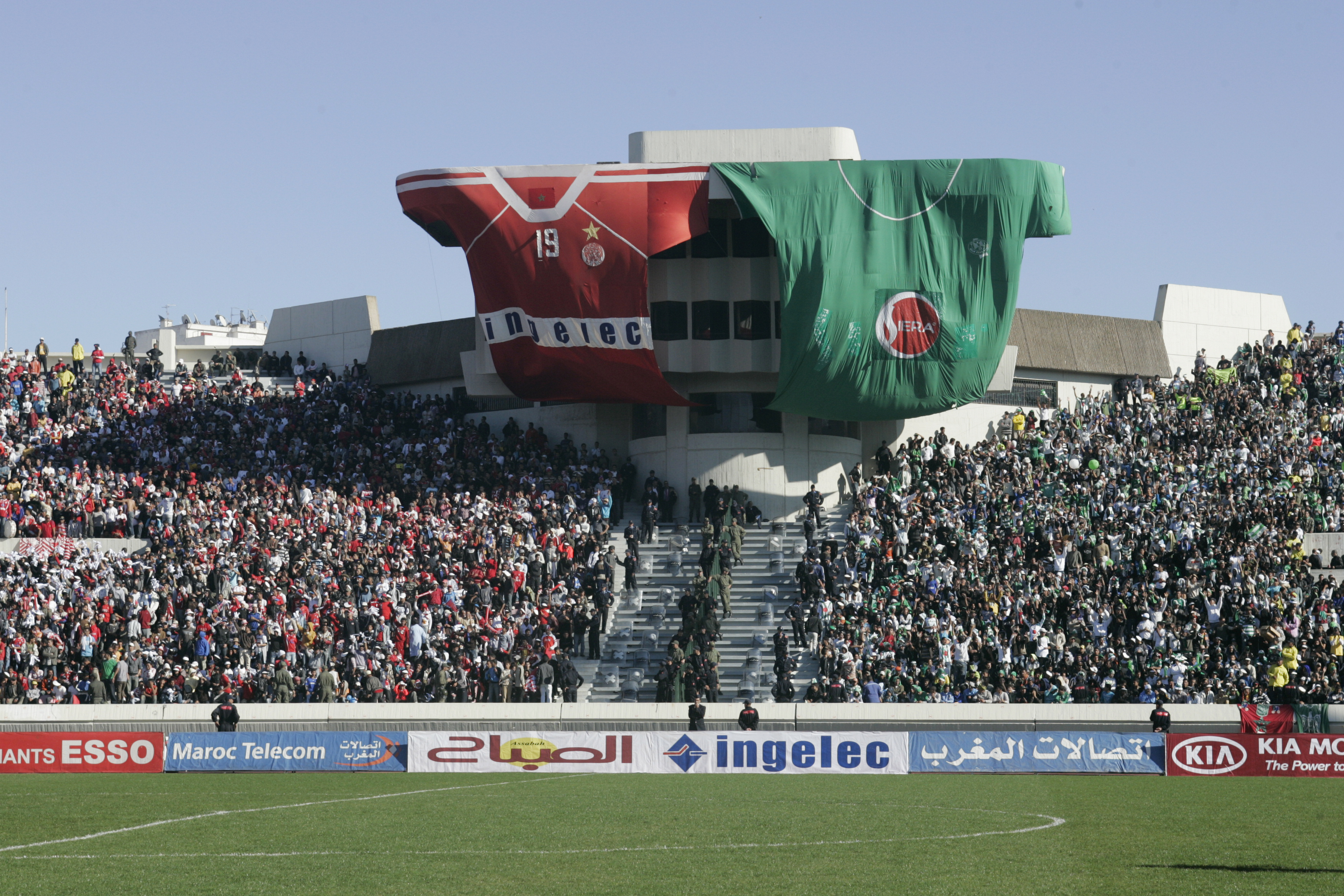
Le 2 grandi maglie del derby di Casablanca

Il principale stadio cittadino è lo stadio Mohamed V, che può contenere 67 000 spettatori. Altri impianti sono lo Stadio Sidi Bernoussi e il Complesso Al Amal.
Molto sentito è il derby di Casablanca, la partita di calcio che oppone i due principali club cittadini, il Wydad Athletic Club e il Raja Casablanca, le due squadre più titolate della nazione. Altre squadre di calcio cittadine sono: Rachad Bernoussi, TAS de Casablanca, Majd Al Madina e Racing Casablanca.
A Casablanca si svolge dal 1986 il Grand Prix Hassan II, importante torneo di tennis.
Nel 1958, Casablanca ospitò una gara del campionato del mondo di Formula Uno, sul circuito di Ain-Diab.

### Libri

#### Storia
- (FR) André Adam, Histoire de Casablanca: des origines à 1914, Aix En Provence, Annales de la Faculté des Lettres Aix En Provence, Editions Ophrys, 1963.

#### Società
- (EN) Atiqa Hachimi, Becoming Casablancan: Fessis in Casablanca as a case study, in Arabic in the City: Issues in Dialect Contact and Language Variation, Routledge,  pp. 97-122, ISBN 978-0-415-77311-9.
- (EN) Michael M. Laskier, The Alliance Israelite Universelle and the Jewish Communities of Morocco 1862-1962, State University of New York Press, ISBN 0-87395-656-7.
- (FR) André Levy, Return to Casablanca: Jews, Muslims, and an Israeli Anthropologist, ISBN 978-0-226-29255-7.
- (FR) Paul Puschmann, Casablanca: A Demographic Miracle on Moroccan Soil?, 2011, ISBN 978-90-334-8068-3.
- (EN) Alan M. Tigay, Casablanca, in The Jewish Traveler: Hadassah Magazine's Guide to the World's Jewish Communities and Sights,  pp. 122-126, ISBN 978-1-56821-078-0.

#### Architettura
- (FR) Nicolas Alexandre e Emmanuel Neiger, Lire Casablanca: Une Grammaire d'Urbanisme et d'Architecture, Senso Unico, 2019, ISBN 978-9920-38-328-8.
- (EN) Koenraad Bogaert, Globalized Authoritarianism Megaprojects, Slums, and Class Relations in Urban Morocco, University Of Minnesota Press, 2015, ISBN 978-1-4529-5669-5, OCLC 1028182737.
- (FR) Mathilde Blondeau e Kenza Joundy Ouzzani, Casablanca courts-circuits, 2016, ISBN 978-9954-37-750-5, OCLC 1135744090.
- (AR) Casamémoire e Abderrahim Kassou, دليل معمار القرن العشرين بالدار البيضاء, Salé, Revue Maure, 2015, ISBN 978-9954-35-245-8.
- (EN) Aziza Chnaoui, Depoliticizing Group GAMMA: contesting modernism in Morocco, in Third World Modernism: Architecture, Development and Identity, Routledge, 2 novembre 2010, ISBN 978-1-136-89548-7.
- (FR) Jean-Louis Cohen, Casablanca: mythes et figures d'une aventure urbaine, Parigi, Hazan, 1998, ISBN 2-85025-624-2, OCLC 406294705.
- (EN) Jean-Louis Cohen e Monique Eleb, Casablanca: Colonial Myths and Architectural Ventures, Monacelli Press, 2002, ISBN 1-58093-087-5, OCLC 49225856.
- André Colliez, Notre protectorat marocain. La première étape, 1912-1930, etc., 1930, OCLC 558140781.
- (EN) Iman Dahmani, Lahbib El moumni e El mahdi Meslil, Modern Casablanca Map, Casablanca, MAMMA Group, 2019, ISBN 978-9920-9339-0-2.
- (FR) Élisée Reclus, Nouvelle géographie universelle: la terre et les hommes, vol. 11, Hachette, 1885,  p. 753, OCLC 246498505.
- (EN) Mary Ellen Snodgrass, World Shores and Beaches: A Descriptive and Historical Guide to 50 Coastal Treasures, McFarland, Incorporated, Publishers, 25 luglio 2005, ISBN 978-0-7864-1886-2.
- (EN) Paul J. Maginn e Christine Steinmetz, (Sub)Urban Sexscapes: Geographies and Regulation of the Sex Industry, Routledge, 10 ottobre 2014, ISBN 978-1-135-00833-8.
- (EN) Salma K. Jayyusi, Renata Holod, Attilio Petruccioli e Andre Raymond, The City in the Islamic World, Volume 94/1 & 94/2, Brill Editore, 2008, ISBN 978-90-04-16240-2.
- (EN) Undine Giseke, Maria Gerster-Bentaya, Frank Helten, Matthias Kraume, Dieter Scherer, Guido Spars, Fouad Amraoui, Abdelaziz Adidi e Said Berdouz, Urban Agriculture for Growing City Regions: Connecting Urban-Rural Spheres in Casablanca, Routledge, 7 novembre 2015, ISBN 978-1-317-91013-8.

#### Temi generali
- Paul Clammer et al., Marocco, Torino, EDT/Lonely Planet, 2009, ISBN 978-88-6040-391-9.

### Pubblicazioni

#### Storia
- (EN) Abdallah Laroui e Ralph Manheim, The History of the Maghrib: An Interpretive Essay, Princeton University Press, 1977, JSTOR j.ctt13x12zg.

#### Società
- (FR) André Adam, Les Berbères à Casablanca, in Revue des mondes musulmans et de la Méditerranée, n. 12, 1972.
- (FR) Farid Boussaïd, L'ascension des chefs d'enterprises soussis.

#### Architettura
- (EN) Aziza Chaouni, Interview with Elie Azagury, in Journal of Architectural Education, vol. 68, 3 luglio 2014, DOI:10.1080/10464883.2014.943632, ISSN 1046-4883 (WC · ACNP).
- (FR) Michel Écochard, Casablanca: le roman d'une ville, in Population (French Edition), vol. 11, aprile 1956, DOI:10.2307/1524699, ISSN 0032-4663 (WC · ACNP), JSTOR 1524699.
- (EN) Laurent Hodebert, Laprade et Prost, du Maroc à Génissiat, du sol des villes aux édifices, in Journal de l'exposition.
- (FR) Sylviane Munoz, Spéculation et répercussion des influences politiques sur l'urbanisme dans la zone française du protectorat au Maroc, in Cahiers de la Méditerranée, vol. 26, 1983, DOI:10.3406/camed.1983.941.
- (FR) Nabil Rochd, Une métropole portuaire d'Afrique du Nord : Casablanca. Explosion urbaine et planification, in Les Annales de la Recherche Urbaine, vol. 46, 1990, DOI:10.3406/aru.1990.1515.